# باکوماتسو
باکوماتسو (به ژاپنی: 幕末, bakumatsu)، به معنای پایان شوگون‌سالاری، به سال‌های آخر حکومت شوگون‌سالاری توکوگاوا یا دوره ادو گفته می‌شود که دورهٔ انتقال از نظام شوگون‌ها به دولت میجی است. این دوره از پهلو گرفتن ناوگان نظامی ایالات متحده آمریکا در خلیج ادو (توکیوی امروزی) در ۸ ژوئیه ۱۸۵۳ تا پایان جنگ بوشین در ۲۷ ژوئن ۱۸۶۹ ادامه داشت. ویژگی این دوران، رویدادهای مهمی بود که به سیاست انزوا یا ساکوکو در ژاپن پایان داد.
در ژوئیه سال ۱۸۵۳، دریادار متیو پری با چهار کشتی جنگی آمریکایی وارد خلیج ادو شد و خواستارِ گشودنِ درهای تجارت آزاد، حفاظت از کشتی‌های خراب‌شدهٔ آمریکایی، تهیه زغال‌سنگ و دیگر مواد مورد نیاز کشتی‌های تجاری در یک یا دو بندر ژاپنی شد. ناخدا پری کاملاً آماده بود تا در صورت شکست مذاکرات، دست به حمله نظامی بزند و تهدید کرده بود که اگر ژاپنی‌ها از آغاز گفتگوها سر باز زنند، به سوی‌شان آتش خواهد گشود. پری سپس به چین رفت و در بازگشت دوباره به ژاپن، پاسخ مطلوب خود را دریافت کرد و عهدنامه کاناگاوا امضا شد. به‌طور کلی، دههٔ ۱۸۵۰ میلادی، دوران تحمیل قراردادهای تجارت آزاد از سوی کشورهای غربی به ژاپن بود، که باعث ایجاد نارضایتی و اختلاف در ژاپن شد.
در دوره باکوماتسو، سه گروه اثرگذار وجود داشت: جناح طرفداران شوگون‌سالاری توکوگاوا، جناح برانداز شوگون‌سالاری و حامیان قدرت گرفتن امپراتور ژاپن و جناح رهبری مشترک دربار و شوگون‌سالاری (کوبو گاتای) یا میانه‌روها. در سال ۱۸۶۳ امپراتور کُومِی طی حکمی به‌نام فرمان اخراج اجنبی‌ها خطاب به شوگون وقت، توکوگاوا ایه‌موچی، خواستار اخراج بیگانگان از کشور شد. در پی این فرمان سفارت انگلستان و اتباع بریتانیایی مورد حمله قرار گرفتند. در سال ۱۸۶۷ امپراتور کومی درگذشت و پس از وی پسرش، امپراتور میجی، در سن پانزده سالگی، به‌طور رسمی به مقام امپراتوری ژاپن رسید. چند ماه پس از آن توکوگاوا یوشینوبو آخرین شوگونِ شوگون‌سالاری توکوگاوا در نامه‌ای که به دربار فرستاد داوطلبانه خواستار اجازهٔ بازگرداندن اقتدار خود به امپراتور شد. امپراتور میجی درخواست وی را پذیرفت. بازگشت قدرت به امپراتور در سال ۱۸۶۸ رسماً اعلام شد و پس از آن، امپراتور یگانه فرمانروای ژاپن بود.
پس از کناره‌گیری داوطلبانهٔ یوشینوبو از قدرت، وی نه‌تنها موفق به یافتنِ جایگاهی در دولت جدید نشد، بلکه به او فرمان داده شد که اراضی خود را به دولت جدید واگذار کند. این فرمان موجب خشم ارتش قدیم شوگونی شد. سلسله نبردهای معروف به جنگ بوشین بین طرفداران حکومت شوگون‌سالاری توکوگاوا با طرفداران امپراتور ژاپن در ۲۷ ژانویه ۱۸۶۸ آغاز شد و پس از گذشت یک سال و نیم با شکست شوگون‌سالاری پایان یافت. پس از پایان دورهٔ ادو، اصلاحات میجی در ژاپن آغاز شد.

## زمینه
توکوگاوا ایه‌یاسو در سال ۱۶۰۳ قدرت را در دست گرفت و شوگون‌سالاری توکوگاوا را پایه گذاشت. این دوره تاریخی دوره ادو نامیده می‌شود. دوره ادو به مدت دو قرن و نیم به طول انجامید. در این مدت اگرچه چندین شورش دهقانی و ناآرامی‌های گذرا پیش آمد، اما به‌طورکلی فضای صلح و آرامش و ثبات ویژگی بر این دوران حاکم بود. در دوره ادو کشور ژاپن به بیش از ۲۵۰ قلمرو فئودالی بزرگ و کوچک به نام هان تقسیم شده بود که هر کدام را یک دایمیو (امیر یا خان) اداره می‌کرد. مهم‌ترین دایمیوی کشور شخص شوگون بود و نزدیک به یک‌چهارم زمین‌های کشور و تمامی معادن طلا و نقره و بندرها و شهرهای عمده هم مُلکِ شوگون شناخته می‌شد.
شوگون‌سالاری توکوگاوا از طریق شبکه حکومت‌های خودمختار محلّی یا دایمیو‌ها، کشور ژاپن را اداره می‌کرد. با آنکه دایمیوها در اصل خودمختار بودند، حکومت توکوگاوا با ایجاد یک شیوهٔ نظارت مؤثر کوشید تا از قدرت یافتن آنها در حدی که برای حکومت مرکزی خطرناک باشد، جلوگیری کند. در سال ۱۶۳۵ حضور هر دو سال یک‌بارِ دایمیوها در ادو (توکیوی کنونی) الزامی شد که سانکین کوتای خوانده می‌شد. این ترتیب موجب می‌شد که دایمیوها بیشترِ درآمد خود را صرف رفت‌وبرگشت از ملک اربابی خود تا ادو کنند. این هزینه به‌خصوص برای دایمیوهایی که قلمروشان از ادو فاصله بسیار داشت، خیلی سنگین‌تر بود.

### وضعیت اجتماعی

طبقات اجتماعی جامعه ادو در ژاپن تحت شوگون‌سالاری توکوگاوا در دوره ادو

در دوره ادو طبقه اشراف عبارت بود از امپراتور، درباریان، شوگون و دایمیوها؛ و بخشِ غیرِ اشرافی جامعه ژاپن از چهار طبقه سامورایی‌ها، دهقانان، پیشه‌وران و بازرگانان تشکیل می‌شد. سامورایی‌ها که بالاتر از سه طبقهٔ دیگر بودند، همراه خانواده‌هایشان حدود ۷ تا ۹ درصد جمعیت کشور را تشکیل می‌دادند و از امتیازات اجتماعی و مقرری موروثی بهره‌مند بودند. در دوره ادو فقط آنان حق بستن شمشیر داشتند و مقرری خود را بیشتر به‌صورت جنس یعنی برنج دریافت می‌کردند. بر اثر توفیق نظام شوگون‌سالاری در استقرار نظم و قانون و حفظ آن پس از سال‌ها جنگ داخلی، در کشور اثری از جنگ و نبرد نبود و سامورایی‌ها به کارهای دیگر مانند شغل دیوانی یا معلمی مشغول بودند. سامورایی‌ها در بیشتر قسمت‌ها، زمین‌های خود را به کلی از دست داده بودند و در داخل یا نزدیک به قلعه ارباب خود زندگی می‌کردند. به‌سبب اینکه خاندان‌های اربابی مجبور بودند مدتی از سال را در ادو (توکیوی امروزی) همراه با خدمهٔ خود اقامت کنند، تهیهٔ پول برای سامورایی‌ها جهت مخارج زندگی در ادو مسئله‌ای بسیار مهم بود. آنها مجبور بودند پول نقد را از طریق فروش برنج‌های مقرری خود با کارگزاران برنج به دست بیاورند. از آنجا که هزینه زندگی در ادو بالاتر از توان آنان بود، گرفتن وام از بازرگانان با اعتبارِ درآمد آینده رایج بود.
در این دوره ارزش طلا به‌طور قابل‌ملاحظه‌ای نسبت به ارزش برنج افزایش یافته بود و همین موضوع باعث شد دارایی طبقهٔ سامورایی‌ها که درآمدشان به‌صورت دریافتیِ برنج بود، به‌مراتب کمتر از دارایی طبقهٔ بازرگانان با درآمدِ طلا و نقره باشد. در اواخر دوره ادو تقریباً تمامی افراد سامورایی به بازرگانان بدهکار بودند.
در اواخر دوره ادو چند هزار خانواده از تبار بالا و با درآمد هنگفت بودند که مشاغل مهم دولتی را در انحصار داشتند و برخی از این مشاغل در واقع موروثی بودند. ذیل آن، طبقه سامورایی‌ها قرار داشت که شامل چندصدهزار خانوادهٔ محروم از مشاغل سطح بالا و دارای درآمد اندک بود. سامورایی‌ها از بی‌عدالتی اجتماعی و ثروت بسیار بازرگانان در خشم بودند و در نهایت افرادی از درون همین طبقه موجبات فروپاشی نظام فئودالی در ژاپن را فراهم کردند.

### سیاست بستن دروازه‌های ژاپن

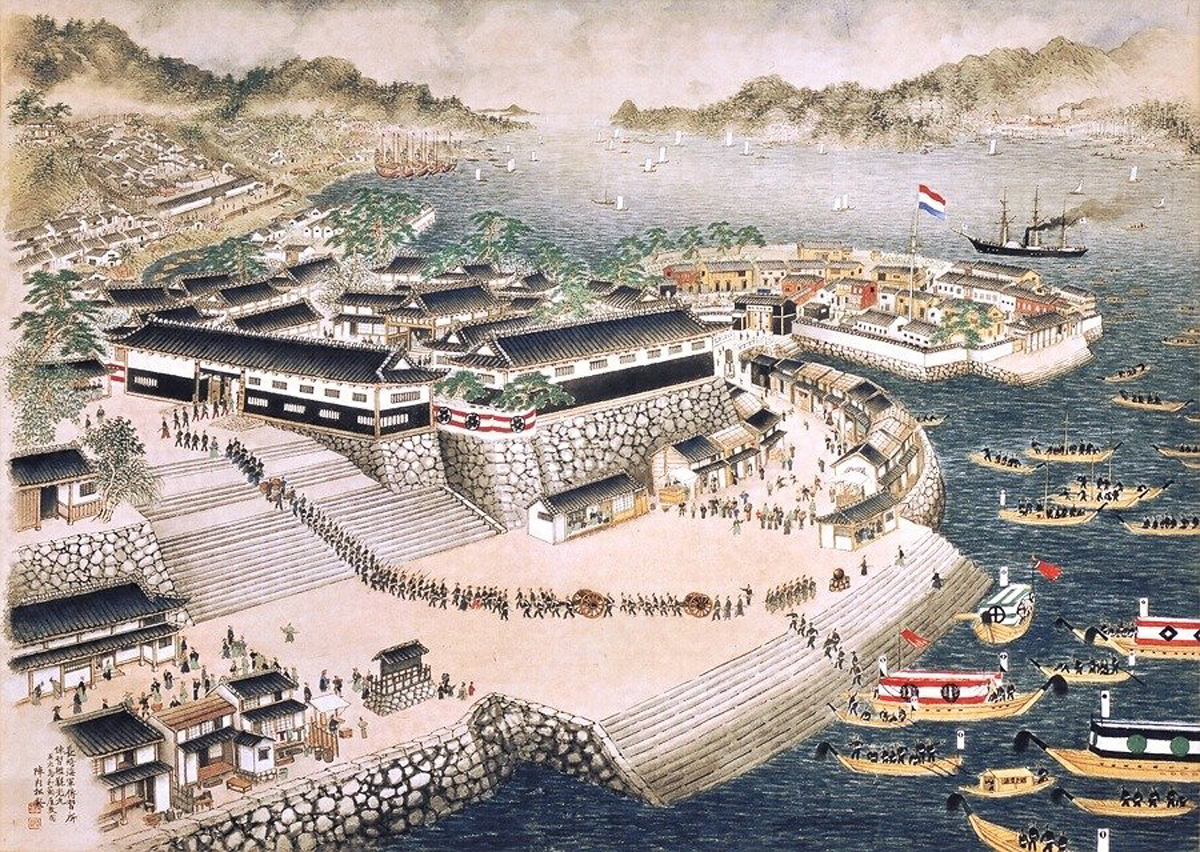
یک نقاشی از در قرن نوزدهم. در این تصویر افسران نیروی دریایی ارتش شوگون‌سالاری از سربازان هلندی آموزش می‌بینند. در سال ۱۸۵۵ این مدرسه نیروی دریایی با مربیان هلندی در بندر ناگاساکی گشوده شد.

سیاست حکمرانان در منع مسیحیت و بستن دروازه‌های ژاپن به‌روی جهان خارج، در پی گسترشِ فعالیتِ مبلغان مسیحی در اوایل قرن هفدهم و بیم از اینکه آنها زمینه‌ساز استعمار و استثمار غرب باشند در تحولات این دوره از تاریخ ژاپن اثر عمده داشت. ساکوکو به معنی کشور بسته یا در ترجمه واژه‌به‌واژه به معنای «کشور در زنجیر» یا به‌معنای «سیاست درهای بسته» است. ساکوکو سیاستی بود که در ژاپن در دوره ادو از سوی استبداد نظامی توکوگاوا اعمال می‌شد و هدف آن محدودیت و ممنوعیت ارتباط و تجارت مردم ژاپن با اتباع خارجی بود. ورود خارجی‌ها و خروج ژاپنی‌ها می‌توانست مجازات مرگ را در پی داشته باشد. با این حال ساکوکو به معنی انزوای مطلق ژاپن نبود. اطلاعات مورد نیاز از طریق پادشاهی ریوکیو و دودمان جوسان به کشور وارد می‌شد. از لحاظ اقتصادی نیز علاوه بر این دو منبع، ژاپن در جزیره مصنوعی دجیما واقع در بندر ناگاساکی با هلند، در همان بندر ناگاساکی با چین و کره و در هوکایدو با مردم آینو دادوستد داشت. تدابیری که نخستین فرمانروایان توکوگاوا برای بقا و دوام حکومت خود در کار آوردند هم مؤثر و هم موفّق بود، اما مانع از رشد طبیعی اقتصادی و اجتماعی ژاپن شد و این کشور را از تمدن صنعتی کشورهای اروپایی عقب نگهداشت.

### تجدید حیات شینتو
در عصر توکوگاوا ژاپن به مدت دو قرن و نیم در صلح و آرامش به سر می‌برد. در این دوره آیین بودایی، تنها دینی بود که از طرف دولت به رسمیت شناخته می‌شد. در این دوران از همهٔ مردم خواسته شد که به‌عنوان بودایی در یکی از معابد ثبت‌نام کنند. این نام‌نویسی که در ابتدا برای مشخص کردن مسیحیان انجام می‌شد، اهداف متعددی را برآورده می‌ساخت، از جمله اینکه یک سرشماری به حساب می‌آمد. نقش این معابد از دید حکومت همان کاری بود که پلیس انجام می‌داد. اتباع کشور ژاپن هر چند در این مدت طبق دستور حکومت، بودایی شدند، ولی سرزندگی معنوی دینی و علاقه به آموزه‌های اعتقادی در بین آنان کاهش یافت. از تحولات مهم در اوایل دوره توکوگاوا، ظهور «مکتب مورخان میتو» بود. اعضای این مکتب، متون ژاپنی را مطالعه می‌کردند و علاقهٔ عمومی به تاریخ ادبیات و ادیان ملی ژاپن را برمی‌انگیختند. قرن‌ها می‌گذشت که خاندان سلطنتی در گمنامیِ نسبی باقی مانده بود و امپراتوران اسیر دست گروه‌های حاکم بودند. ادعاهای خاندان سلطنتی سرانجام در معرض دید و قضاوت عموم قرار گرفت و بسیاری از آحاد جامعه در صدد احیای اعادهٔ سلطنتی برآمدند. همچنین احیا و تأکید بر متون باستانی موجب اعادهٔ علاقه و توجه مردم به دین خفتهٔ شینتو گردید. کتاب نیهون‌شوکی (نیهون‌گی) با شرح و تفسیرِ مناسب چاپ شد. این وقایع‌نامهٔ تاریخی مربوط به قرن هشتم، بر تاریخ فراموش‌شدهٔ ژاپن پرتو افکند. افسانه‌های مربوط به سرمنشأ الهی امپراتوران ژاپن، مبنای دینیِ اعادهٔ نظام امپراتوری قدیم شد. در سال‌های آخر دورهٔ توکوگاوا، ناآرامی و نارضایتی مردم از حکومتِ تقریباً ورشکستهٔ شوگونی مشهود بود. دین بودایی که دین حکومتی کشور بود، دستخوش سوء شهرت شده بود و به موازات افزایش علاقهٔ همگانی مردم به دین شینتو، در پایان دورهٔ توکوگاوا، عزت و احترام دین بودایی به پایین‌ترین سطح خود رسید.

### پیامدهای نبرد سکیگاهارا
بسیاری از خاندان‌ها، به ویژه آنهایی که در سمت غرب ژاپن بودند، نسبت به آوارگی خود یا آنچه آنها شکست یا مجازات ناعادلانه پس از شکست سپاه غربی در نبرد سکیگاهارا (۱۶۰۰ میلادی) می‌دیدند، ناخشنود بودند. به ویژه سه خاندان پیامدهای سکیگاهارا را سبک نگرفتند:
- خاندان موری نسبت به شوگون‌سالاری توکوگاوا به دلیل جابجایی از جای اصلی خود ،ولایت آکی و انتقال به قلمرو چوشو خشمگین باقی ماندند. حتی با وجود اینکه خاندان موری در جنگ شرکت نکرده بود، این خاندان پس از نبرد سکیگاهارا به شدت تحقیر شد و قلمرو آن از ۱٫۲ میلیون ککو به ۳۶۹۰۰۰ ککو، کاهش یافت اما به هر حال توانست نام خاندان را در قلمرو چوشو حفظ کند. خاندان موری هرگز این تحقیر را از نسلی به نسل دیگر فراموش نکرد تا اینکه پس از گذشت ۲۵۰ سال در دوره باکوماتسو به کانون فعالیت بر ضد شوگون‌سالاری توکوگاوا تبدیل شد.[۸]
- چوسوکابه موریچیکا فرماندار ولایت توسا بود. وی در این نبرد در جبهه خاندان تویوتومی علیه خاندان توکوگاوا جنگید. پس از شکست تمامی املاک وی توسط خاندان توکوگاوا ضبط شد. وی دوباره ۱۵ سال بعد در محاصره اوساکا (۱۶۱۵ میلادی) به نفع خاندان تویوتومی جنگ کرد و کشته شد. پس از آن فرمانداری قلمرو توسا به یامائوچی کاتسوتویو یکی از ملازمان خاندان توکوگاوا واگذار شد. از این پس در این ولایت سامورایی‌های وابسته خاندان یامائوچی به عنوان سامورایی‌های طبقه بالا یا جوشی و سامورایی‌های خاندان چُوسُوکابه به عنوان سامورایی‌های طبقه پایین یا گوشی درآمدند که با آنان برخوردی تبعیض آمیز می‌شد. این تمایز طبقاتی نسل‌ها ادامه یافت. ساکاموتو ریوما که نقش بسیار مهمی در تحولات دوره پایانی ادو ایفا کرد نیز به گروه سامورایی‌های طبقه پایین قلمرو توسا تعلق داشت.[۹]
- خاندان شیمازو که ارباب ساتسوما در جنوب ژاپن بود، پس از جنگ سکیگاهارا تسلیم خاندان توکوگاوا نشد و با وجود اینکه به ارتش غربی پیوسته بود، برعکس خاندان موری توانست تمامی قلمرو خود را حفظ کند. به دلیل همین سابقه، اربابان ساتسوما این تفکر را داشتند که رابطه‌ای برابر با شوگون‌سالاری توکوگاوا دارند. در دوره ادو طبقه سامورایی‌های قلمرو ساتسوما نزدیک به ۳۰٪ از جمعیت را تشکیل می‌دادند که بسیار بیشتر از سایر مناطق ژاپن بود. تصور می‌شود که حس استقلال و برابری با شوگون‌سالاری توکوگاوا و همچنین تمایل به داشتن آمادگی برای حفظ سرزمین موجب این امر شده باشد.[۱۰]

### سیاست تجارت آزاد در کشورهای غربی
در قرن نوزدهم توازن قوا در کشورهای غربی برقرار بود، اما سیاست‌های امپریالیستی که خواستار تجارت آزاد در مناطق دیگر با استفاده از نیروهای مسلح بودند، در حال گسترش بود. کشورهای غربی محصولات کشاورزی و مواد معدنی را برای کشور خود از کشورهای مستعمره وارد کرده و محصولات صنعتی را به این کشورها صادر می‌کردند؛ بنابراین کشورهای مستعمره مجبور به تجارت آزاد بودند. کشورهای غربی در ابتدا، شرکت‌هایی با حقوق انحصاری در هر مستعمره به وجود می‌آوردند و در نهایت قراردادهایی با ساکنان محلی می‌بستند. همچنین، تجارت آزاد بر اساس پیمان نابرابر را بر کشورهای غیرمستعمره تحمیل می‌کردند. گفته می‌شود معاهده‌ای که در قرن نوزدهم بین امپراتوری عثمانی و کشورهای اروپایی امضا شد به دلیل جنبه‌های نابرابر مانند حق کاپیتولاسیون و قراردادهای گمرکی به‌نفع کشورهای غربی، نمونه اولیه معاهده‌هایی است که بعدها با چین و ژاپن بسته شد.

### اصطکاک با قدرت‌های خارجی

کشتی تجاری موریسون

سیاست انزوا یا ساکوکو در ژاپن بیش از دو قرن ادامه داشت. در اواخر دوره ادو بسیاری از مقامات ژاپنی فهمیده بودند که روش‌های سنتی آنها هیچ تطابقی با قدرت‌های غربی ندارد. برای مقابله با قدرت‌های غربی، اسلحه‌های غربی مورد مطالعه گرفت. ژاپن تلاش می‌کرد تا از طریق رانگاکو (مطالعات هلندی) علوم خارجی را به دست آورد. برای تقویت توانایی ژاپن در اجرای دستور دفع غربی‌ها، برخی از مهندسان ژاپنی مانند تاکاشیما شوهان در بندر ناگاساکی از طریق هلندی‌های مستقر در دجیما موفق به ساخت سلاح مانند اسلحه‌های میدانی، خمپاره‌انداز و سلاح گرم شدند.
در سال ۱۸۳۷ حادثه موریسون اتفاق افتاد. در این حادثه یک کشتی بازرگانی ایالات متحده آمریکا که توسط ناخدا چارلز دبلیو. کینگ هدایت می‌شد، با شلیک توپ از آب‌های ژاپن رانده شد. این کار مطابق با دستور دفع کشتی‌های خارجی بود که فرمان آن در سال ۱۸۲۵ صادر شده بود. ادعا شده‌است که کینگ به‌بهانه بازگرداندن هفت کشتی شکستهٔ ژاپنی، برای آغاز تجارت با ژاپن استفاده کرده‌است. به دنبال حادثه موریسون، اگاوا هیده‌تاتسو مسئول ایجاد دفاع از خلیج توکیو در برابر نفوذ غرب در سال ۱۸۳۹ شد. و یک بحث ملی در مورد چگونگی جلوگیری بهتر از حمله‌های خارجی درگرفت. برخی مانند اگاوا هیده‌تاتسو ادعا کردند که استفاده از روش‌های خارجی برای دفع حملهٔ آنها ضروری است. برخی دیگر مانند توری یوزو عقیده داشتند که فقط روش‌های سنتی ژاپنی باید تقویت و استفاده شود. اگاوا استدلال می‌کرد که همان‌طور که کنفسیوس گرایی و آیین بودایی از خارج به کشور معرفی شده‌اند، معرفی تکنیک‌های مفید غربی منطقی است. با طرح نظریه کنترل بربرها با روش‌های خاص خودشان، تلفیقی نظری از دانش غربی و اخلاق شرقی بعداً توسط ساکوما شوزان و یوکوی شونان مطرح شد.
در سال ۱۸۳۹، شوگون‌سالاری به دلیل انتقاد از سیاست‌های دولت در حادثه موریسون، دانشجویان علوم غربی را به خیانت متهم کرد. برخی در حبس خانگی قرار گرفتند (تاکاشیما شوهان)، برخی مجبور به ارتکاب خودکشی آئینی شدند (واتانابه کازان، تاکانو چوئی)، یا حتی برخی مانند ساکوما شوزان ترور شدند.

## ورود متیو سی. پری به خلیج توکیو

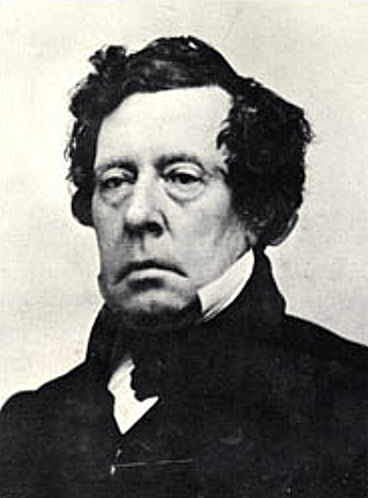
متیو پری ناخدای کشتی‌های آمریکایی در خلیج ادو (توکیو)

در دهه‌های ۱۸۳۰ و ۱۸۴۰ و به ویژه پس از جنگ تریاک نخست (۱۸۳۹–۱۸۴۲) امپراتوری بریتانیا در مورد منافع استعماری خود با چین درگیر بود و آمریکا مجال پیدا کرد تا کار باز کردن دروازه‌های ژاپن را در دههٔ ۱۸۵۰ به انجام برساند. پس از باز شدن بندرهای چین بر روی کشورهای غربی، عصر تازه‌ای برای این کشورها در شرق آسیا باز شد. الحاق کالیفرنیا به آمریکا در سال ۱۸۴۸ و رونق گرفتن بندر سانفرانسیسکو راه تازه‌ای برای تجارت مستقیم با بندر کانتون در چین و شانگهای باز کرده بود. پس از آن بود که آمریکا هر چه بیشتر متوجه کشورهای غرب اقیانوس آرام و به‌خصوص ژاپن شد. انگیزه مهم آمریکا علاوه برگشودن دروازه‌های تجارت با ژاپن، عبارت بود از نیاز به تدارکات برای کشتی‌ها، حفظ و حمایت ملوانان کشتی‌شکسته، داشتن ایستگاه‌های زغال‌گیری و صنعت صید نهنگ. به دلیل اشتراکات فرهنگی چین و ژاپن و این تصور که آنچه بر چین گذشته در مورد ژاپن نیز سرنوشت مقدر خواهد بود و همچنین رقابت کشورهای غربی در زمینه‌های استعماری، آمریکا تصمیم گرفت تا در محدودهٔ اقیانوس آرام به فعالیت بپردازد.
در ۸ ژوئیه سال ۱۸۵۳ میلادی متیو سی. پری (زمان حیات ۱۰ آوریل ۱۷۹۴–۴ مارس ۱۸۵۸) افسر نیروی دریایی ایالات متحده آمریکا همراه با چهار ناو جنگی در بندر یوکوهاما لنگر انداخت و با تقدیمِ نامهٔ رسمی فرانکلین پیرس، رئیس‌جمهور ایالات متحده آمریکا به کومی، امپراتور ژاپن خواستار بازکردن درهای تجارت آزاد، حفاظت از کشتی‌های خراب‌شده آمریکایی، تهیهٔ زغال‌سنگ و دیگر مواد مورد نیاز کشتی‌های تجاری در یک یا دو بندر ژاپنی شد. ناخدا پری کاملاً آماده بود تا در صورت شکست مذاکرات، دست به حمله نظامی بزند و تهدید کرد که اگر ژاپنی‌ها از آغاز مذاکره سر باز زنند، به سوی‌شان آتش خواهد گشود. پری پس از تحویل نامه و تهدید به بازگشت، بندر را به‌قصد حفاظت از منافع آمریکا در چین که در آن هنگام درگیر شورش تایپینگ بود، ترک کرد. وی، ابتدا به اوکیناوا و سپس به هنگ کنگ رفت. شوگون‌سالاری توکوگاوا پس از پذیرفتن نامه، قول داد که سال بعد به این نامه پاسخ بدهد.

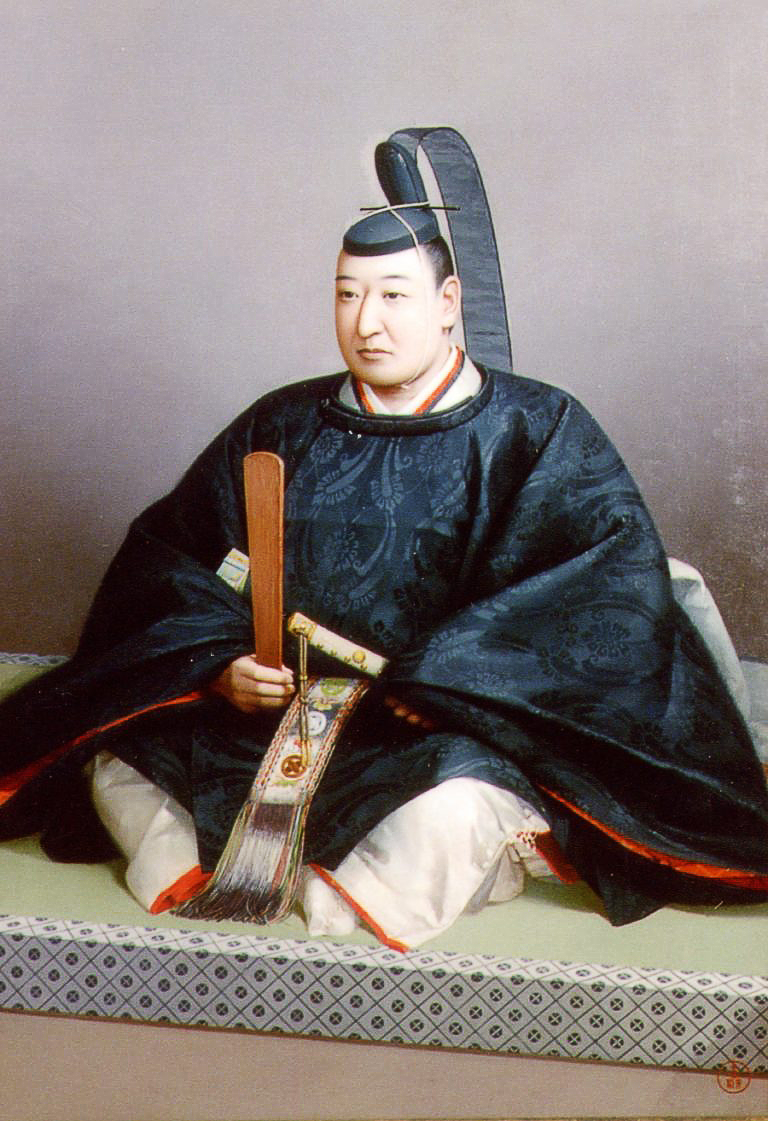
آبه ماساهیرو

علی‌رغم سال‌ها بحث در مورد سیاست انزوای ژاپن، سفر پری بحث و جدال بزرگی در بالاترین سطوح شوگون‌سالاری توکوگاوا ایجاد کرد. شوگونِ وقت، توکوگاوا ایه‌یوشی، چند روز پس از عزیمت پری درگذشت و پسر بیمار او، توکوگاوا ایه‌سادا (۱۸۲۴ – ۱۸۵۸) جانشین وی شد و دولت مؤثر را به دست شورای بزرگان (روجو) به رهبری آبه ماساهیرو سپرد. آبه احساس کرد که در حال حاضر مقاومت ژاپن در برابر خواسته‌های آمریکا با نیروی نظامی ژاپن غیرممکن است و با این حال در چنین شرایط بی‌سابقه‌ای تمایلی به اقدام بر پایه نظر خود نداشت. آبه در تلاش برای مشروعیت بخشیدن به هر تصمیمی که اتخاذ شود، از همه دایمیو‌ها (اربابان فئودالی) نظرخواهی کرد و گزارشی را نیز به دربار امپراتور فرستاد. این اولین بار بود که شوگون‌سالاری توکوگاوا اجازه می‌داد یک تصمیم‌گیری مورد بحث عمومی قرار گیرد و همین امر نشان از ضعف و بلاتکلیفی شوگون‌سالاری داشت. نتایج این نظرسنجی نیز نتوانست پاسخی قاطع به آبه بدهد.
آبه راه سازش در پیش گرفت و در ادامهٔ تلاش برای همراه ساختن دایمیوهای نیرومند با سیاست خود، توکوگاوا ناری‌آکی را به عنوان مسئول دفاع ملی انتخاب کرد. او همچنین به منظور تقویت نیروی دریایی دستور داد جزایر مصنوعی در خلیج توکیو برای نصب توپ ساخته شود تا از ادو در برابر حمله آمریکایی‌ها محافظت کند. این جزایر مصنوعی اودایبا نامیده می‌شود. همچنین چند ناوچه قایقرانی مدرن از جمله شوهی مارو و آساهی مارو، به دستور شوگون‌سالاری ساخته شدند. شوهی مارو از سال ۱۸۵۳ تا ۱۸۵۴ در ساکوراجیما واقع در قلمرو ساتسوما (استان کاگوشیما کنونی) مطابق با نقشه اولیه هلند ساخته شد. به‌علاوه، به زودی برای ساخت توپ‌های مدرن، تحولات صنعتی نیز آغاز و یک کوره بازتابشی توسط اگاوا هیده‌تاتسو در نیرایاما، شیزوئوکا برای ریختن توپ تأسیس شد.

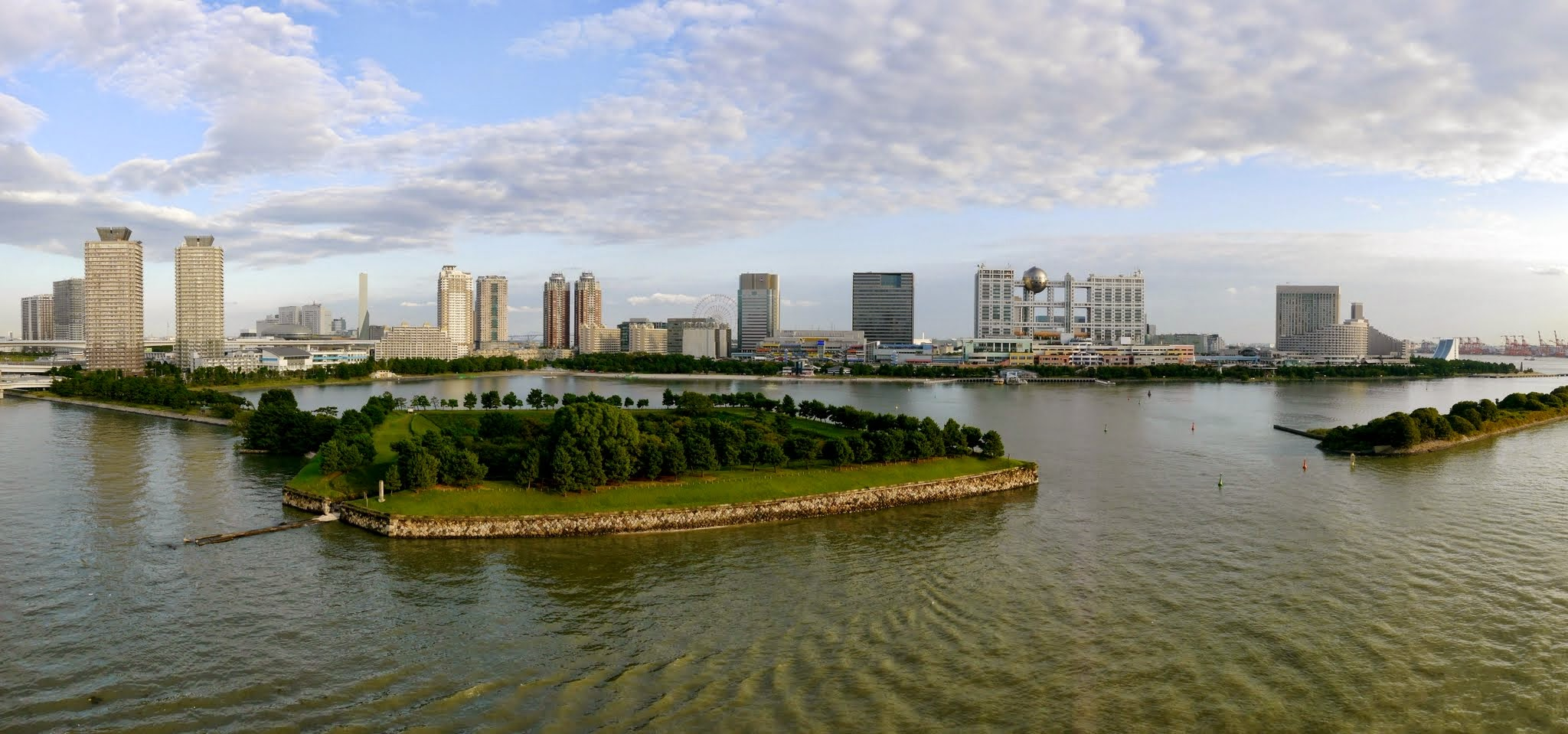
اودایبا به منظور بالا بردن قدرت دفاعی در سال ۱۸۵۳ به دستور آبه ماساهیرو ساخته شد و امروزه یکی از مناطق گردشگری توکیو به‌شمار می‌آید.

پری بار دیگر در ۱۳ فوریه ۱۸۵۴ با نیروی بیشتر و ۹ کشتی جنگی بازگشت
و به صراحت اعلام کرد که تا زمانی که پیمانی امضا نشود، ژاپن را ترک نخواهد کرد. مذاکرات از هشت مارس آغاز شد و حدود یک ماه ادامه داشت. طرف ژاپنی تقریباً به همه خواسته‌های پری تن داد، به‌استثنای یک توافق‌نامه تجاری که از معاهدات قبلی آمریکا با چین الگوبرداری شده بود و پری موافقت کرد آن را به بعد موکول کند. بحث اصلی در مورد انتخاب بندر برای گشودن بود و پری قاطعانه بندر ناگاساکی را رد کرد. عهدنامه کاناگاوا در ۳۱ مارس در کاناگاوا-جوکو، مجاور شهر آینده یوکوهاما امضا شد. این عهدنامه دارای ۱۲ شرط بود. طبق پیمان کاناگاوا دو بندر هاکوداته و شیمودا برای انجام تدارکات و تجارت بر روی کشتی‌های آمریکایی گشوده می‌شد و به کشتی‌های آمریکایی که دچار شکستگی و آسیب‌دیدگی بودند در این بندرها رسیدگی و کمک‌رسانی می‌شد. به یک کنسول آمریکایی نیز اجازه اقامت در شیمودا داده می‌شد تا مراقب امور تجاری و اتباع آمریکایی در آن بندر باشد.
آبه خود معاهده را امضا نکرد و شخصاً در مذاکرات حضور نداشت. این کار توسط نماینده تام الاختیارش هایاشی آکیرا انجام شد.

### زمین‌لرزه‌ها
ژاپن در سال‌های ۱۸۵۴–۱۸۵۵ شاهد چندین زمین‌لرزهٔ مهم بود که زلزله‌های بزرگ آنسی نام گرفتند و عبارت بودند از ۱۲۰ زلزلهٔ بزرگ و جزئی در کمتر از دو سال از جمله زلزله توکای به بزرگی ۸٫۴ ریشتر که در ۲۳ دسامبر ۱۸۵۴ ثبت شد، زمین‌لرزه ۸٫۴ ریشتری زلزله نانکای در روز بعد و زمین لرزه ۶٫۹ ریشتری سال بعد با نام زلزله ادو، که در ۱۱ نوامبر ۱۸۵۵ توکیوی امروزی را لرزاند. شیمودا، شیزوئوکا در شبه‌جزیره ایزو تحت تأثیر زلزله توکای و تسونامی بعدی قرار گرفت، و به این دلیل که این بندر به عنوان مکان احتمالی کنسولگری ایالات متحده تعیین شده بود، شوگون‌سالاری توکوگاوا این بلایای طبیعی را نمودی از نارضایتی خدایان تلقی کرد.

### پیمان هریس

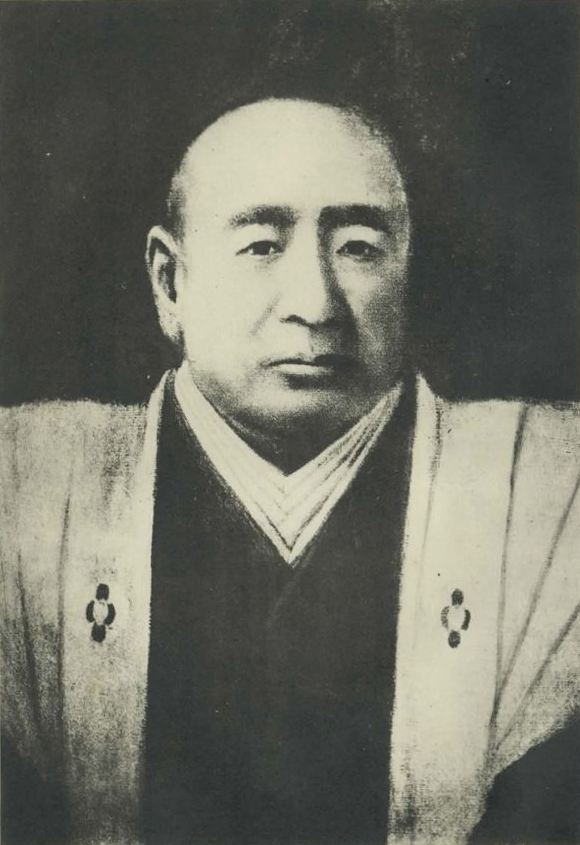
هوتا ماسایوشی نقش مهمی در بستن قراردادهای آنسی داشت.

در ۲۱ ژوئیه ۱۸۵۶ اولین سرکنسول آمریکا تاونسند هریس وارد بندر شیمودا در ژاپن شد. تاونسند هریس در ۷ دسامبر ۱۸۵۷ به قلعه ادو وارد شد و با شوگون توکوگاوا ایه‌سادا دیدار کرد. اصرار شدید هریس فضایی را ایجاد کرد که در آن تجارت آزاد با آمریکا اجتناب‌ناپذیر بود. پیمان‌های سال ۱۸۵۴ که با آمریکا و سپس با بریتانیا و روسیه امضا شده بود، برای جامعهٔ تجاری اروپا و آمریکا و سوداگران سواحل چین بسنده نبود و دولت‌های غربی در زیر فشار بنگاه‌های اقتصادی بودند تا در ژاپن حقوق بازرگانی مشابه آنچه در چین داشتند را به دست آورند. هوتا ماسایوشی که مشاور ارشد شوگون‌سالاری بود، مذاکره دربارهٔ پیمان با آمریکا را از ۲۵ ژانویه ۱۸۵۸ آغاز کرد. هریس در ملاقات با هوتا به توجیه این کار، در واقع به ارعاب حکومت باکوفو (شوگون‌سالاری) پرداخت و گفت که چین با زورِ اسلحه گشوده شده‌ و بریتانیا اینک در کار دومین جنگ با چین (جنگ پیکان ۱۸۵۸–۱۸۵۷) است که امتیازهای بیش‌تری از آن عاید خواهد شد.
مذاکرات ۱۵ جلسه به طول انجامید. پس از آن شوگون‌سالاری تصمیم گرفت تا از امپراتور کومی اجازه بگیرد تا بتواند اعتراض طرفداران نظریه اخراج اجنبی با محوریت قلمرو میتو را سرکوب کند. در ۱۹ مارس ۱۸۵۸، هوتا ماسایوشی برای کسب اجازه از امپراتور به کیوتو وارد شده و تلاش خود را آغاز کرد. با این حال، هنگامی که با واسطهٔ کانپاکوی وقت، کوجو هیساتادا، در ۲۵ آوریل ۱۸۵۸ لایحه پیمان با آمریکا به دربار ارائه شد، در مجموع ۸۸ نفر از ۱۳۷ کوگه (درباریان)، از جمله ایواکورا تومومی با این لایحه مخالفت کردند و اعتراض آنان به پیش‌نویس منجر به حادثه تحصن هشتاد و هشت درباری شد. خود امپراتور کومی نیز با این تفکر که این پیمان نظم موجود را برهم خواهد زد، مخالفت خود را با انعقاد پیمان به‌طور روشن اعلام کرد و در تاریخ سوم فوریه، اعلام کرد که موافق بستن چنین قراردادی نیست.
ای نائوسوکه، تایروی ژاپن (برابر با نخست‌وزیر ژاپن کنونی)، که طرفدار پایان انزوا بود در ۲۹ ژوئیه ۱۸۵۸ بدون توجه به منع و مخالفت امپراتور کومی و اعتراض جناح مخالف، دستور امضای پیمان تجاری با آمریکا را داد. در این زمان تاونسند هریس شروع به تحت فشار قرار دادن مقامات شوگون‌سالاری برای امضای پیمان کرده بود. به همین علت نائوسوکه تصمیم گرفت که آمریکایی‌ها را خشمگین نکند و در ۲۹ ژوئیه ۱۸۵۸، دستور امضای پیمان هریس را صادر کرد. طبق این پیمان بندرها بیشتری بر روی کشتی‌های آمریکایی گشوده شد و اتباع آمریکایی از محاکمه در دادگاه‌های ژاپن معاف شدند (کاپیتولاسیون). همچنین در مورد حقوق گمرکی و شرایط واگذاری کشتی و سلاح و اعزام کارشناسان آمریکایی به ژاپن نیز توافقاتی انجام شد.
بلافاصله نائوسوکه تعدادی معاهدهٔ مشابه و نابرابر را با هلندی‌ها، روس‌ها، انگلیسی‌ها و فرانسوی‌ها امضا کرد (قراردادهای آنسی). منتقدان باکوفو (شوگون‌سالاری) معاهده‌های امضا شده توسط نائوسوکه را در به خطر انداختن حاکمیت ژاپن جدی می‌دانستند و بازیابی قدرت ژاپن پس از این معاهده‌های نابرابر، اساس بسیاری از سیاست‌های شکل گرفته در دوره میجی را تشکیل می‌داد.

### پیامد قراردادهای نابرابر آنسی
در اوت سال ۱۸۵۸ طبق قراردادی با امپراتوری بریتانیا بندرهای ناگاساکی و هاکوداته در اختیار کشتی‌های این کشور قرار گرفت و قراردادهای مشابهی نیز با روسیه تزاری، جمهوری فرانسه و پادشاهی هلند امضا شد. با امضای این عهدنامه‌ها در اوایل سال بعد، عصر تازه‌ای در تاریخ ژاپن آغاز و سیاست درهای بسته بعد از حدود دو سده پایان یافت. به‌طور کلی، دههٔ ۱۸۵۰ میلادی، دوران تحمیل قراردادهای کشورهای غربی به ژاپن بود. وجوه مشترک این قراردادها، گشوده شدن بندرهای ژاپنی بر روی کشتی‌های اروپایی و آمریکایی، تعیین عوارض گمرکی بسیار پایین برای کالاهای وارداتی و خارج شدن محاکمهٔ اتباع آمریکایی و اروپایی از اختیار دادگاه‌های ژاپن (کاپیتولاسیون) بود. این قراردادهای تحمیلی باعث افزایش ناگهانی تاجران و دیپلمات‌های خارجی در ژاپن و مخالفت با حکومت شوگون‌ها و رواج اندیشهٔ ضدِاجنبی در ژاپن شد. طرفداران امپراتور بر این عقیده بودند که حکومت حق امپراتور است و این حق توسط شوگون‌ها غصب شده‌است.
در اواخر دوره ادو و باز شدن مرزهای ژاپن بر روی خارجیان، سیستم پولی ژاپن نیز بر اساس سیستم ضرب سکه توکوگاوا از بین رفت. علت آن بود که به‌طور سنتی، در ژاپن هر واحد طلا معادل پنج واحد نقره بود، در حالی که نسبت بین‌المللی یک به ۱۵ بود. این امر منجر به خرید گستردهٔ طلا توسط خارجی‌ها شد و در نهایت مقامات ژاپنی مجبور به کاهش واحد پول خود شدند. خارجی‌ها هجوم آوردند تا نقره خود را با سکه نقره توکن ژاپن مبادله کنند و دوباره این معاملات را با طلا عوض کنند.
۲۰۰ درصد سود در این معامله عاید آنان می‌شد که در پی آن خروج گسترده طلا طبق قانون گرشام از ژاپن رخ داد. در سال ۱۸۶۰، حدود ۴ میلیون ریو (سکه طلا) از ژاپن خارج شد، که در حدود ۷۰ تن طلا است. این امر به‌طور مؤثر سیستم استاندارد طلای ژاپن را از بین برد و ژاپن ناچار شد به سیستم مبتنی بر وزن با نرخ‌های بین‌المللی بازگردد. در عوض، باکوفو با کاهش وزن سکه‌های طلای خود به میزان دوسوم، به این بحران‌ها پاسخ داد تا با نسبت تبادل طلا و نقره خارجی مطابقت داشته باشد.
| تجارت خارجی ژاپن (۱۸۶۰–۱۸۶۵ دلار مکزیکی) |             |           |
|                                          | ۱۸۶۰        | ۱۸۶۵      |
| صادرات                                   | ۴٫۷ میلیون  | ۱۷ میلیون |
| واردات                                   | ۱٫۶۶ میلیون | ۱۵ میلیون |

باز شدن درهای بسته به تجارت خارجی به بی‌ثباتی اقتصادی شدید در ژاپن انجامید. درحالی که برخی از کارآفرینان موفق بودند، بسیاری دیگر ورشکست شدند. بیکاری و همچنین تورم افزایش یافت. با افزایش بسیار شدید قیمت مواد غذایی، قحطی نیز گسترش پیدا کرد. همچنین بیماری وبا در ژاپن توسط خارجیان انتقال یافت که منجر به مرگ صدها هزار نفر شد.

### دیکتاتوری نائوسوکه و سرکوب مخالفان

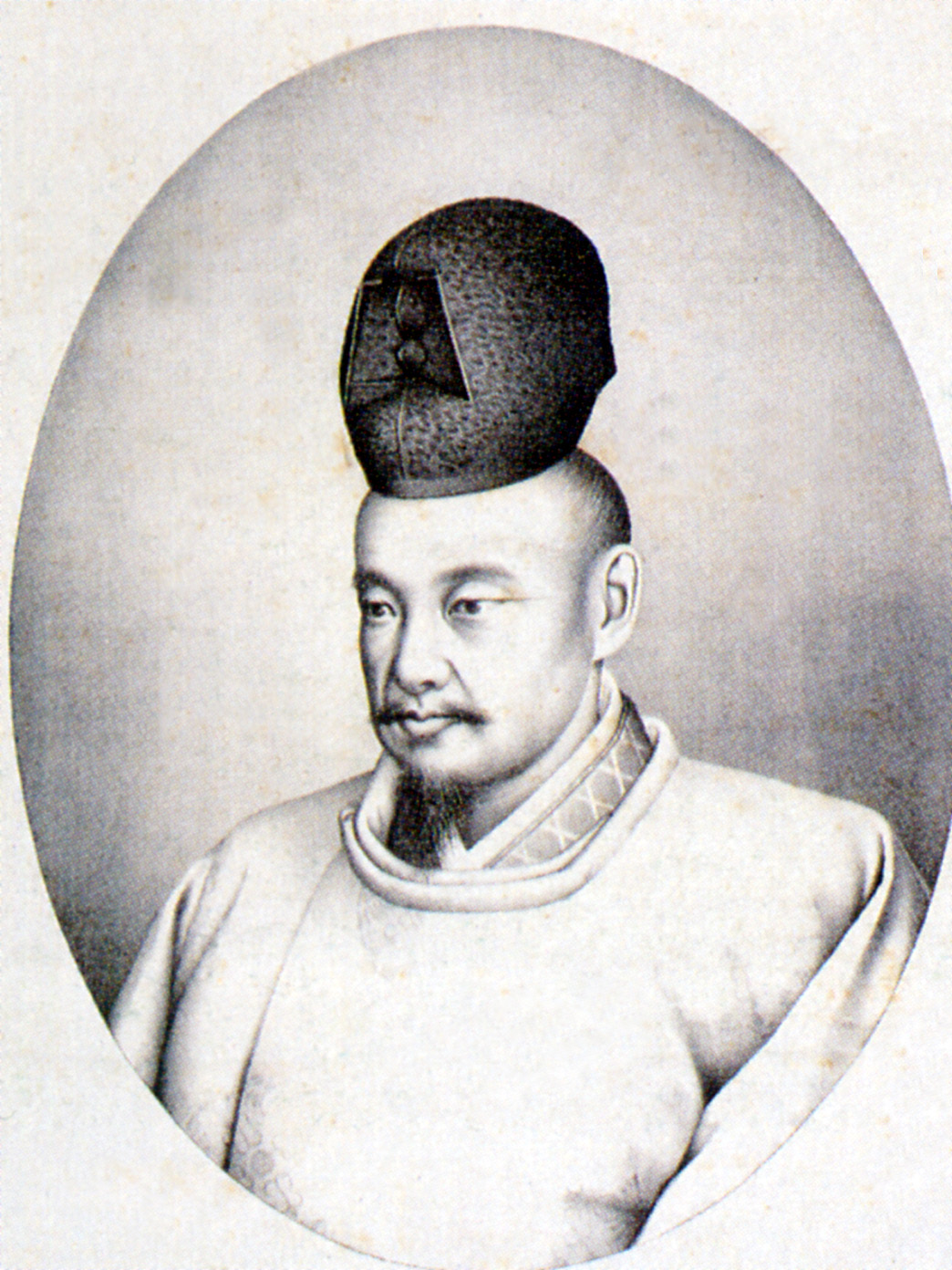
ارباب قلمرو میتو، توکوگاوا ناری‌آکی و پدر آخرین شوگون توکوگاوا یوشینوبو. ناری‌آکی عقیده داشت که تنها امید آیندهٔ ژاپن در جنگ و راندن خارجیان است.

نائوسوکه برای از میان بردن جبهه‌بندی در ادو و مخالفت در کیوتو چند نفر از مقام‌های شوگون‌سالاری را که با او مخالفت داشتند، برکنار کرد. او هوتا ماسایوشی (روجو) و یکی دیگر از اعضای شورای بزرگان را کنار گذاشت و گناه عقد پیمان با آمریکا را به گردن آنها انداخت. هوتا ماسایوشی پس از مرگ آبه ماساهیرو در اوت ۱۸۵۷، به عنوان شورای بزرگان (روجو) جانشین وی شده بود. همچنین ارباب قلمرو میتو، توکوگاوا ناری‌آکی و پسرش توکوگاوا یوشینوبو را نیز در خانه‌هایشان در قلمرو میتو حبس کرد. چندین دایمیو (ارباب) از جمله اربابان قلمرو اُواری، قلمرو توسا و قلمرو ساتسوما را بازداشت کرد و منتقدان تندروی شوگون‌سالاری، یوشیدا شواین و هاشیموتو سانای را اعدام کرد. این سرکوب مخالفان، تصفیه آنسی نام گرفت. اگرچه تصفیه آنسی در خاموش کردن مسئولان و مخالفان رده بالای کشور بسیار مؤثر بود، اما تأثیر مشابهی در سامورایی‌های سطح پایین نداشت. حکومت دیکتاتوری بیست‌ماههٔ نائوسوکه به عنوان تایرو به‌طور ناگهانی پایان یافت.
با ورود دیپلمات‌ها به ادو و آغاز اقامت خارجی‌ها در یوکوهاما احساسات ضد خارجی با تمایلات شدید مخالف شوگون‌سالاری (باکوفو) در هم آمیخت و به بهای جان نائوسوکه تمام شد. در ۲۴ ماه مارس ۱۸۶۰ گروهی از مردان سامورایی قلمرو میتو، ناراضی از رفتار او با اربابشان و ناخشنود از سیاست خارجی او، ای نائوسوکه را در طی حادثه ساکورادامون در یکی از دروازه‌های قلعه ادو کشتند.

### هیئت‌های اعزامی به طرف غرب

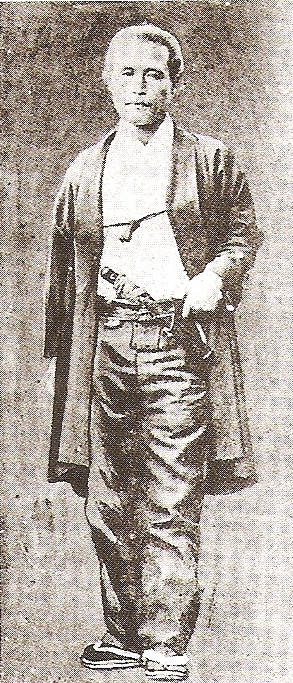
کاتسو کایشو

باکوفو برای ارتقای آگاهی از تمدن غرب، بررسی معاهدات و تأخیر در گشودن شهرها و بندرها بر روی تجارت خارجی، چندین هیئت به خارج از کشور اعزام کرد. ابتدا هیئت اعزامی ژاپن به ایالات متحده آمریکا به رهبری کاتسو کایشو، در سال ۱۸۶۰، با کشتی جنگی ژاپنی کارین مارو و کشتی یواس‌اس پوهاتان برای تصویب رسمی عهدنامه دوستی و تجارت بین ایالات متحده آمریکا و ژاپن فرستاده شدند. کاتسو کایشو با رصد جامعه، فرهنگ و فناوری آمریکا نزدیک به دو ماه در سانفرانسیسکو ماند. کاتسو پس از بازگشت به ژاپن، مجموعه‌ای از پست‌های عالی‌رتبه را در نیروی دریایی توکوگاوا در اختیار داشت. در طول فرماندهی وی به عنوان مدیر مرکز آموزش دریایی کوبه، این مؤسسه به مرکزِ اصلی فعالیت برای افکار مترقی و اصلاح‌طلبانه بین سال‌های ۱۸۶۳ و ۱۸۶۴ تبدیل شد.
همچنین در سال ۱۸۶۲ نخستین هیئت اعزامی ژاپن به اروپا و سال بعد از آن نیز دومین هیئت به غرب اعزام شدند.
سایر اعزام‌ها نیز جدا از مأموریت‌های مربوط به شوگون‌سالاری انجام شد، مانند فرستادن پنج چوشو در سال ۱۸۶۳ و پانزده دانشجوی ساتسوما در سال ۱۸۶۴ از طرف اربابان قلمرو چوشو و قلمرو ساتسوما، جهت تحصیل به اروپا اعزام شدند. این گروه اولین دسته از دانشجویان ژاپنی بودند که در اواخر دوره باکوماتسو و اوایل دوره میجی یکی پس از دیگری جهت تحصیل به خارج از کشور سفر کردند. دانشجویان اعزام شده بعداً به مقامات برجسته‌ای در دوره میجی، از جمله نخستین نخست‌وزیر ژاپن و نخستین وزیر امور خارجه ژاپن و دیگر مشاغل برجسته رسیدند.

## اختلافات در شوگون‌سالاری و مسئله جانشینی شوگون
شوگون دوازدهم توکوگاوا ایه‌یوشی به فاصله کمی پس از اردوکشی ناخدا پری به ژاپن در ۸ اوت سال ۱۸۵۳، در روز ۲۷ اوت همان سال در اثر نارسایی قلبی به‌موجب گرمازدگی درگذشت. وی ۱۴ پسر و ۱۳ دختر داشت که تمامی آنان به غیر از پسر چهارم وی توکوگاوا ایه‌سادا (شوگون سیزدهم) قبل از رسیدن به سن بلوغ درگذشتند. ایه‌سادا نیز از کودکی بیمار بود و به‌شدت از ظاهر شدن در انظار نفرت داشت و توانایی اداره کشور را نداشت. برای تعیین جانشینِ توکوگاوا ایه‌سادا، مسئله جانشینی شوگون رخ داد و در این درگیری سیاسی دایمیوها به دو دسته تقسیم شدند:
- جناح نانکی: به طرفداران توکوگاوا ایه‌موچی، از خاندان کیشو توکوگاوا در مسئله جانشینی شوگون گفته می‌شود. در نهایت ایه‌موچی به پشتیبانی ای نائوسوکه درحالی‌که تنها ۱۲ سال داشت به عنوان شوگون چهاردهم منصوب شد.[۴۶]
- جناح هیتوتسوباشی: به طرفداران توکوگاوا یوشینوبو، در مسئله جانشینی شوگون گفته می‌شود. پس از مرگ زودرس ایه‌موچی در سن بیست سالگی، توکوگاوا یوشینوبو به عنوان شوگون پانزدهم منصوب شد.[۴۷]

### ازدواج شوگون سیزدهم با تنشو-این

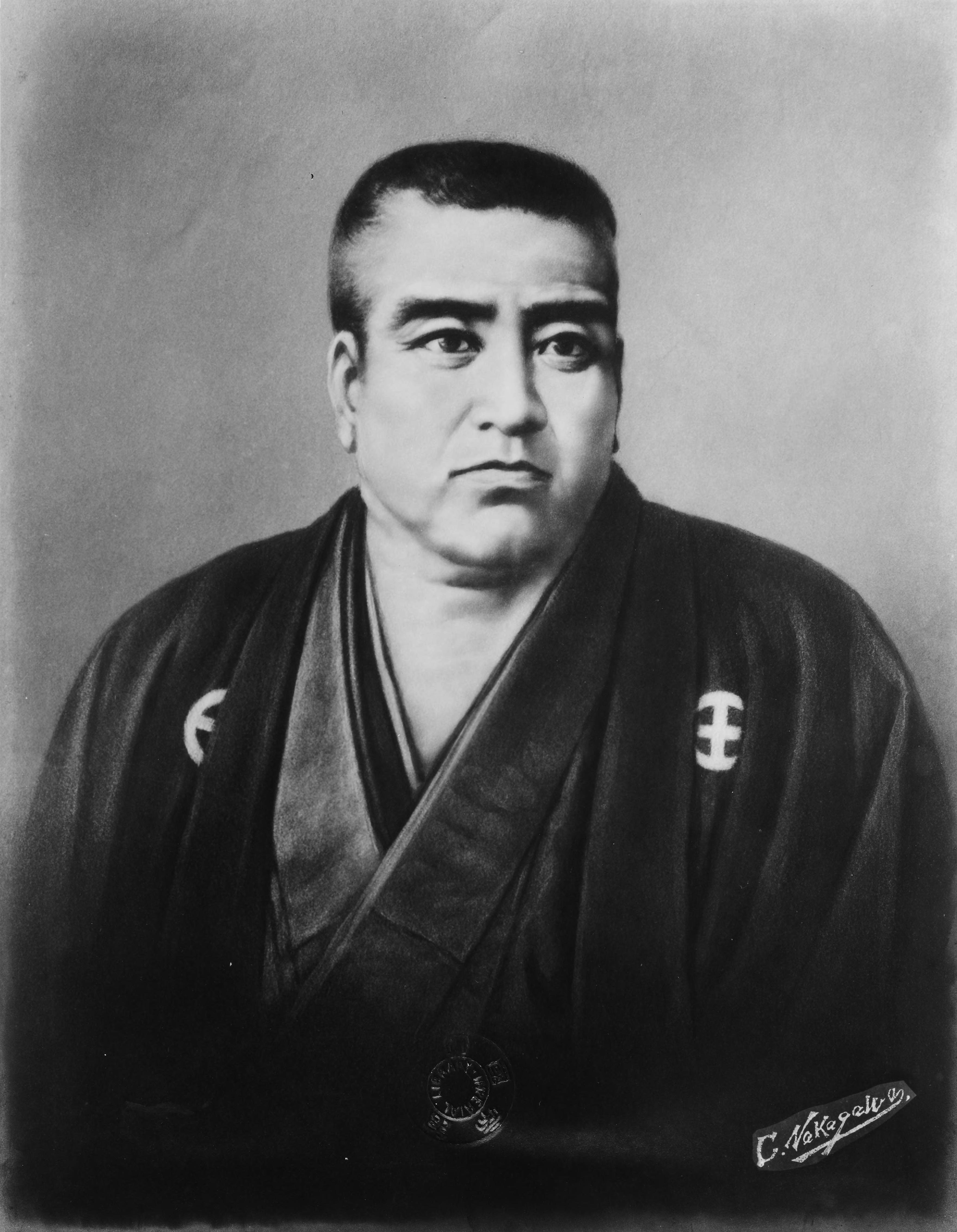
تصویری خیالی از سایگو تاکاموری، وی به عنوان منشی ارباب قلمرو ساتسوما از جنوب ژاپن به ادو رفت و مسئولیت انجام تدارکات ازدواج تنشو-این و شوگون سیزدهم به وی واگذار شد.

شیمازو ناری‌آکیرا ارباب قلمرو ساتسوما که عضو جناح هیتوتسوباشی بود، قصد داشت دخترخوانده‌اش تنشو-این را به ازدواج شوگون سیزدهم، توکوگاوا ایه‌سادا درآورد. سایگو تاکاموری که در این زمان منشی ناری‌آکیرا بود برای انجام مقدمات این ازدواج و همچنین به عنوان رابط ناری‌آکیرا با فعالان اصلاحات در ادو گماشته شد. هدف ناری‌آکیرا این بود که از نفوذ تنشو-این جهت جانشینی و شوگون شدن توکوگاوا یوشینوبو که طرفدار اصلاحات بود استفاده کند. در نوامبر ۱۸۵۶، تنشو-این با توکوگاوا ایه‌سادا ازدواج کرد و همسر اصلی شوگون شد اما دو سال بعد در ۱۸۵۸، هم شوهر وی ایه‌سادا و هم ناپدری‌اش شیمازو ناری‌آکیرا درگذشتند و برخلاف نقشه ارباب ساتسوما، توکوگاوا ایه‌موچی به عنوان شوگون چهاردهم منصوب شد.

## ورود امپراتور کُومِی به صحنه سیاست

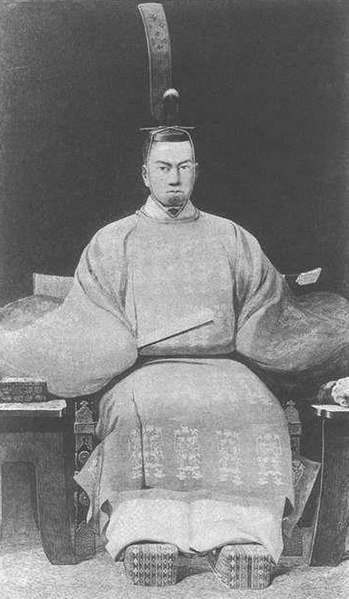
امپراتور کُومِی (۱۸۶۷–۱۸۴۶)؛ پدر امپراتور میجی، از طرفداران نظریه اخراج اجنبی بود.

در اواخر دوره ادو، امپراتور کُومِی (۱۸۶۷–۱۸۴۶) امپراتور ژاپن بود. او به همراه اعضای خاندان امپراتوری و کوگه‌ها (اشرافیان درباری) در کاخی در مرکز کیوتو زندگی می‌کرد و دنیای امپراتور به همین محدوده خلاصه می‌شد. سیاست در دوره شوگون‌سالاری‌های ژاپن این بود که امپراتور در پس پرده نگه داشته شود با این تصور که او گونه‌ای خدای زنده و جداشده از دنیای مردم فانی است. از سال ۱۶۳۲ امپراتور اجازه خروج از کاخ امپراتوری کیوتو را نداشت تا اینکه در سال ۱۸۶۳ امپراتور کومی از کاخ خارج شده و توانست به زیارت دو معبد برود.
پس از اردوکشی ناخدا پری، بین مقام‌های شوگونی در مورد باز کردن دروازه‌های ژاپن اتفاق نظر نبود و دادن پاسخ به خواست ناخدا پری برای حکومت دردسرساز شده بود. در این زمان بود که پس از قرن‌ها برای اولین بار شوگون‌سالاری از امپراتور درخواست رأی کرد، اما سرانجام بدون در نظر گرفتن نارضایتی امپراتور در ۳۱ مارس ۱۸۵۴ عهدنامه کاناگاوا امضا شد. روشن نیست که دربار ژاپن چه زمانی از بستن این پیمان آگاه شده‌است زیرا بلاهای پی‌درپی دربار را مشغول کرده بود. در روز ۵ مه ۱۸۵۴ در اثر آتش‌سوزی مهیبی که در کاخ امپراتوری رخ داد، ساختمان اصلی با خاک یکسان شد. در ماه ژوئن دربار با بیماری و تب شدیدی ولیعهد (امپراتور میجی) درگیر بود که به درمان پاسخ نمی‌داد. پس از آن نیز زمین‌لرزهٔ مهیب و بی‌سابقه‌ای در کیوتو رخ داد. در سال ۱۸۵۵ امپراتور که در برابر بیگانگان احساس خطر می‌کرد، فرمانی صادر کرد که ناقوس‌های معابد جمع‌آوری و از فلز آن برای توپ‌سازی استفاده شود.
در ۱۱ مارس ۱۸۶۳ امپراتور کُومِی طی حکمی به نام فرمان اخراج اجنبی‌ها خطاب به شوگون وقت، توکوگاوا ایه‌موچی، خواستار خارج شدن بیگانگان از کشور شد و زمان خروج را دو ماه بعد یعنی ۱۱ مه ۱۸۶۳ تعیین کرد،
روز ۹ ژوئن سال ۱۸۶۳ شوگون وقت توکوگاوا ایه‌موچی به دربار گزارش داد که خارجی‌ها روز ۲۴ این ماه اخراج خواهند شد. پیش‌تر هم او با بی‌میلی دو بار تاریخی معین کرده اما هر بار ناچار شده بود که کار را به تعویق بیندازد. استنباط او این بود که اگر خارجی‌ها به جنگ روی بیاورند، ژاپن آمادگی مقابله را ندارد.
قلمرو چوشو چون با خبر شد که امپراتور مصمم به اخراج خارجی هاست. تحت فرمان موری تاکاچیکا، شروع به اقدام برای اخراج تمام خارجی‌ها پس از پایان مهلت کرد. موری تاکاچیکا به‌طور آشکار ضدیت با شوگون‌سالاری توکوگاوا را آغاز کرد و به نیروهای خود دستور داد که بدون هشدار به سمت هر کشتی خارجی که از تنگه شیمونوسکی عبور کند با توپ شلیک کنند. این دستور به منجر به آغاز جنگ شیمونوسکی شد.

## شورش‌ها و بحران‌ها
در دوره پایانی ادو سه گروه زیر بازیگران اصلیِ حکومت ژاپن بودند:
1. جناح طرفداران شوگون‌سالاری توکوگاوا
2. جناح برانداز شوگون‌سالاری و حامیان قدرت گرفتن امپراتور، قلمرو چوشو از حامیان این جناح بود.
3. جناح طرفدار رهبری مشترک دربار و شوگون‌سالاری یا میانه‌روها، ابتدا ارباب قلمرو ساتسوما، شیمازو هیسامیتسو از حامیان پرقدرت این جناح بود.[۵۴]

### حمله به خارجیان

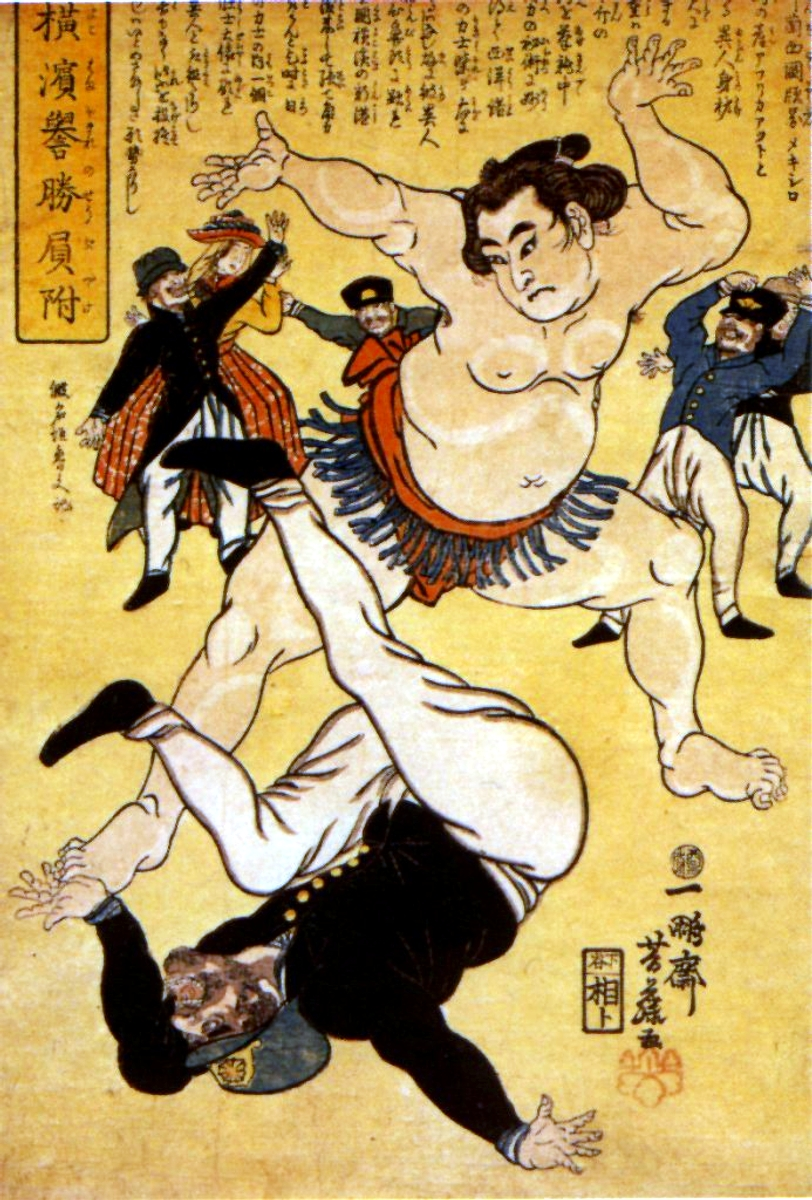
طرحی ایده گرفته از شعار بیگانگان را بیرون کنید که در سال ۱۸۶۱ میلادی کشیده شده‌است.

سفارت بریتانیا که به‌طور موقت در معبد توزن قرار داشت، در سال ۱۸۶۱ و ۱۸۶۲ موردِ دو حمله قرار گرفت.
در سال ۱۸۶۲، چهار نفر از اتباع بریتانیا در حال رد شدن از روستای ناماموگی در کاواساکیِ کاناگاوا بودند که هنگام حرکت و در طی مسیر با حدود ۴۰۰ نفر همراه مسلح شیمازو هیسامیتسو، ارباب منطقهٔ ساتسوما، مواجه شدند. این چهار نفر سوار بر اسب در میان گروه وارد و در همین حال بیش از حد به تخت روان ارباب ساتسوما نزدیک شدند. در این موقع سامورایی‌ها فریاد زدند این حرکت بی‌ادبانه‌است. در آن زمان، سامورایی‌ها در ژاپن حقی قانونی برای حمله به هر کسی که به آنان بی‌احترامی کند، داشتند. با این حال، اتباع بریتانیایی تحت عهدنامه دوستی انگلیس-ژاپن از هر گونه مجازات در امان و معاف بودند. در این زمان چند تن از سامورایی‌ها شمشیر خود را از غلاف بیرون آوردند و به یک انگلیسی حمله کردند و او را کشتند. به تلافی این حادثه، دولت توکوگاوا به پرداخت غرامت یک‌صد هزار پوند استرلینگ ملزم شد. همچنین برای این قتل، پرداخت غرامت جنگ سنگینی نیز از ساتسوما مطالبه شد و یک اسکادران از کشتی‌های نیروی دریایی سلطنتی بریتانیا برای ارعاب دایمیو و وادارسازی او به پرداخت این غرامت به بندر ساتسوما در کاگوشیما رفت.
در ۳۱ ژانویه ۱۸۶۳ حادثه آتش زدن سفارت در حال ساخت انگلستان در ادو توسط طرفداران سوننو جوئی (حرمت‌گذاری به امپراتور، اخراج اجنبی‌ها) رخ داد. این حمله تحت رهبری تاکاسوگی شینساکو و کوساکا گنزوی از قلمرو چوشو انجام گرفت.

### تولد شین‌سن‌گومی
شینسنگومی به‌معنی «دسته منتخب جدید»، یک نیروی انتظامی ویژه بود. در ابتدا ایجاد این گروه برای محافظت از نمایندگان شوگون در کیوتو بود و افراد این گروه از مدارس شمشیرزنی ادو جذب شده بودند. شین‌سن‌گومی توسط سریزاوا کامو (متولد ۱۸۳۰، ولایت مینو)، نیمی نیشیکی و کوندو ایسامی (زاده ۱۸۳۴ در ولایت موساشی) هدایت می‌شد. این گروه از رژیم توکوگاوا حمایت می‌کرد و وظیفهٔ آنان جستجو و دستگیری شیشی‌ها (رونین‌هایی که جهت براندازی شوگون‌سالاری فعالیت می‌کردند) در کیوتو بود. در ۸ ژوئیه ۱۸۶۴، در حادثه ایکه‌دایا در کیوتو، شین‌سن‌گومی گروهی متشکل از بیست انقلابی قلمرو چوشو را سرکوب کرد. این حادثه باعث سرشناسیِ بیشتر این گروهان و منجر به ثبت‌نام بیشتر رونین‌ها (سامورایی‌های بدون ارباب) در این دسته شد.

### جنگ ساتسوما و انگلستان
در اوت ۱۸۶۳ در کاگوشیما (امروزه مرکز استان کاگوشیما جنوب ژاپن)، از ساحل به نیروی دریایی پادشاهی بریتانیا حمله شد و چند کشتی آتش زده شد. قصد بریتانیا از حضور در آنجا این بود که دایمیوی (فرماندار) قلمرو ساتسوما را به سبب حادثه ناماموگی وادار به پرداخت غرامت کند. سامورایی‌ها این اقدام بریتانیا را بی‌احترامی به دایمیوی منطقه دانستند و بر روی این کشتی‌ها آتش گشودند. در تلافی این حمله، شهر کاگوشیما در طی بمباران کاگوشیما هدف توپ‌های نیروهای انگلیسی قرار گرفت و بخشی از شهر در آتش سوخت. با این همه، در اثر حمله سامورایی‌ها فرمانده انگلیسی این نبرد کشته شد. در پایان نبرد، قرارداد صلحی مابین طرفین امضا شد که در نتیجه آن ساتسوما پذیرفت به انگلستان غرامت بپردازد و انگلستان که در طی این جنگ قدرتمندی ساتسوما را دریافته بود، پس از آن رابطه نزدیکی را با این قلمرو برقرار کرد.
ساتسوما نیز که پس از این جنگ عدم امکان اخراج نیروهای خارجی با نیروی نظامی را تجربه کرده بود، مسیر نزدیک شدن به انگلیس را دنبال کرد و از جناح رهبری مشترک دربار و شوگون‌سالاری (میانه‌رو) به جناح براندازی شوگون‌سالاری تغییر مسیر داد.

### شورش کینمون
در ۲۰ ژوئیه ۱۸۶۴ اهالی قلمرو چوشو به همراه نیروهای رونین (سامورایی‌های بدون ارباب) پیرو سون‌نو جوای (احترام به امپراتور، بیرون راندن خارجیان) که به هدف ملاقات و گفتگو با امپراتور، پنهانی به کیوتو آمده بودند، قصد ورود به کاخ امپراتوری کیوتو را داشتند که نیروهای مسلح از ورود آنان جلوگیری کردند و در اثر درگیری بین دو طرف حدود ۲۸٬۰۰۰ خانه در کیوتو در آتش سوخت. این اولین جنگ شهری بین قلمروهای ژاپن پس از دو و نیم قرن و محاصره اوساکا بود و شورش کینمون نامیده می‌شود.
پس از آن امپراتور کومی که خود از طرفداران جناح میانه‌رو بود به‌جای پشتیبانی از طرفداران تندروی خود، خواستار حملهٔ تنبیهی به چوشو شد. امپراتور در این زمان کوشش داشت تا با همکاری با حکومت شوگون‌سالاری به آشوب و بحران در کشور پایان دهد. چند ماه پس از این شورش شوگون‌سالاری توکوگاوا در یک عملیات تنبیهی بنام اولین اردوکشی چوشو برای حمله به قلمرو چوشو آماده شد اما رهبران قلمرو چوشو که شکست را قطعی می‌دیدند، قبل از انجام حمله شروع به مذاکره کردند و مجازات مرگ برای مسئولان شورش کینمون را پذیرفتند.

### جنگ در قلمرو چوشو

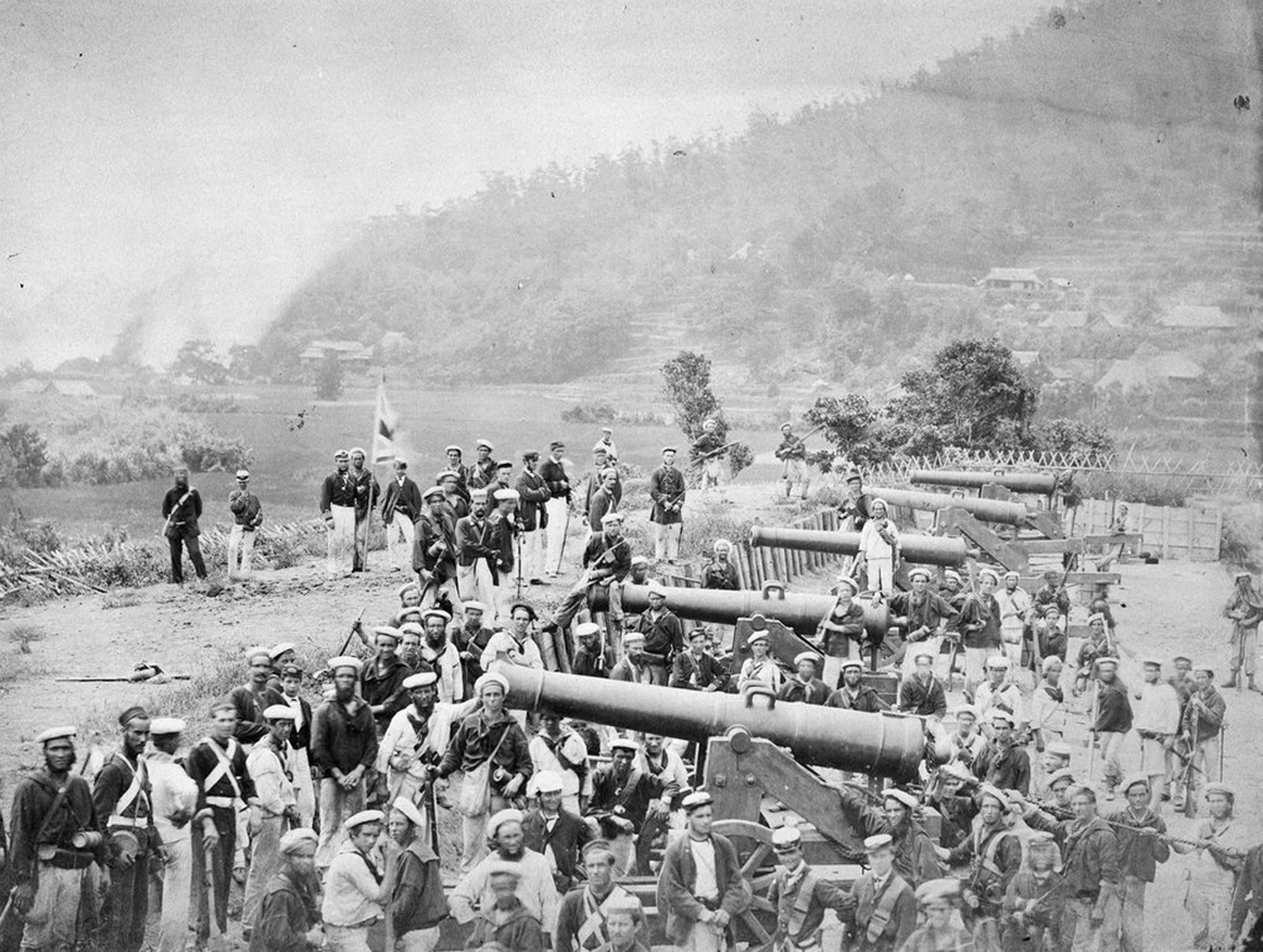
تصویری از تصرف توپخانهٔ قلمرو چوشو، توپخانه مائدا در چوفو در طول اشغال متفقین چهار کشور آمریکا، انگلستان، فرانسه و هلند در جنگ شیمونوسکی، اثر فلیچ بیتو، ۱۸۶۴

هنگامی‌که باکوفو وارد آخرین دههٔ حکمرانی خود شد مردان قلمرو چوشو که نسبت به باکوفو پرخاشگرتر از دیگر مناطق بودند، در سال ۱۸۶۳ دست به تشکیل واحدهای لشکری به نام کی‌هی‌تای (به معنی لشکریان غافلگیری) زدند. کی‌هی‌تای یک گروه شبه‌نظامی تحت رهبری تاکاسوگی شینساکو بود و شرکت در آن مشروط به داشتن هیچ جایگاه اجتماعی خاصی نبود.
در مه ۱۸۶۳ طرفداران امپراتور در قلمرو چوشو در جنوب ژاپن در تنگه‌ای که گذرگاه کشتی‌های خارجی بود، ابتدا بر روی کشتی بازرگانی آمریکایی و دو هفته بعد کشتی‌های فرانسوی و هلندی آتش گشودند. دولت‌های خارجی نیز در جواب این حمله و دیگر حملات پراکنده و ترورها دست به اقدامی تلافی‌جویانه زدند. در اوت ۱۸۶۴ قلمرو چوشو در جنوب ژاپن زیر آتش گلولهٔ ناوگان‌های چهار کشور آمریکا، انگلستان، فرانسه و هلند قرار گرفت. شبه نظامیان کی‌هی‌تای در این زمان به نبرد در مقابل این حمله پرداختند. پس از انجام آتش‌بس در جنگ شیمونوسکی، سرکنسول جدید آمریکا رابرت اچ. پرون که جانشین تاونسند هریس شده بود، خواستار پرداخت ۳٬۰۰۰٬۰۰۰ دلار غرامت از دولت ژاپن شد.
برتری نظامی خارجی پس از بمباران کاگوشیما و جنگ شیمونوسکی به‌طور قطعی نشان داده شده بود. این درگیری‌ها به این درک منجر شد که درگیری مستقیم با کشورهای غربی راه‌حلی برای ژاپن نیست. اقدامات ضدِ خارجی پاسخ‌های متقابل شدید و غرامت‌های دیپلماتیک را موجب می‌شد. در حالی که باکوفو به تلاش‌های نوسازی خود ادامه می‌داد، دایمیوهای غرب ژاپن (به ویژه از ساتسوما و چوشو) نیز به منظور ایجاد ژاپن قوی‌تر و استقرار یک دولت قانونی‌تر تحت قدرت امپراتوری، به شدت به مدرن‌سازی ادامه دادند. قلمرو چوشو پس از جنگ شیمونوسکی بیرون راندن بیگانگان را غیرممکن تشخیص داد و به انگلستان نزدیک شد.

### اعزام نیروی دریایی به هیوگو
از آنجا که باکوفو نتوانست ۳٬۰۰۰٬۰۰۰ دلار غرامت مورد درخواست کشورهای خارجی درگیر در جنگ شیمونوسکی را برای جبران خسارت پرداخت کند، این کشورها توافق کردند که به شرط تصویب پیمان هریس توسط امپراتور کومی، کاهش تعرفه‌های گمرکی به میزان یکسان ۵٪ و گشودن بندرهای هیوگو (بندر کوبه مدرن) و اوساکا برای تجارت خارجی مبلغ غرامت را کاهش دهند. برای تحت فشار بیشتر برای قبول خواسته‌های آنها، یک ناوچه متشکل از چهار ناو جنگی انگلیسی، یک هلندی و سه فرانسوی در نوامبر ۱۸۶۵ به بندر کوبه اعزام شدند. سایر نمایش‌های قدرت نیز توسط نیروهای خارجی انجام شد، تا اینکه سرانجام امپراتور موافقت کرد که مخالفت کامل خود با معاهدات را تغییر دهد، و به‌طور رسمی اجازه داد که شوگون به مذاکرات با قدرت‌های خارجی بپردازد.

### اتحاد ساتسوما و چوشو

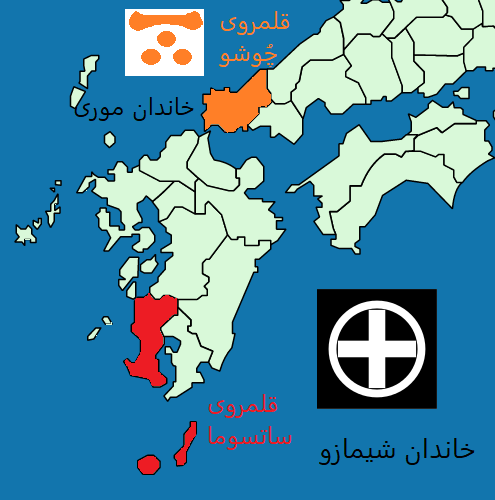
نقشه قلمرو ساتسوما (قرمز) در جنوب ژاپن و قلمرو چُوشو (نارنجی)، در دوره ادو ارباب قلمرو ساتسوما خاندان شیمازو و ارباب قلمرو چُوشو خاندان موری بود.

قلمرو ساتسوما و [قلمرو چوشو هر دو جزو قلمروهای پرقدرت (یوهان) در دوره باکوماتسو بودند. در سال ۱۸۶۳ قلمرو ساتسوما با کمک قلمرو آیزو، قلمرو چوشو را از دنیای سیاست در پایتخت بیرون رانده بود (کودتای بونکیو) و در سال بعد ۱۸۶۴ با اسلحه گرم (شورش کینمون) توانسته بود سربازان قلمرو چوشو که به کیوتو آمده بودند را شکست دهد و از پایتخت براند. بدین ترتیب رابطه مابین دو قلمرو به دشمنی گرایید.
ساکاموتو ریوما از طریق میانجیگری، رهبران نظامی ساتسوما سایگو تاکاموری و اوکوبو توشیمیچی و از طرف دیگر کیدو تاکایوشی از قلمرو چوشو را گرد هم آورد و توانست با تلاش خود در ۷ مارس سال ۱۸۶۶ توافق‌نامه اتحاد ساتچو (اتحاد ساتسوما و چوشو) را در کیوتو به امضا برساند. اگرچه این دو قلمرو به‌طور سنتی دشمنانِ سرسختِ یکدیگر بودند، رهبران آن‌ها موافقت کردند که زمان مناسب برای تغییر فرارسیده و پذیرفتند که در صورت حمله از طرف دیگران به یکدیگر کمک کنند. قلمرو ساتسوما قبل از این اتحاد طرفدار رهبری مشترک دربار و شوگون‌سالاری یا هماهنگی بین قدرت شوگون‌سالاری و امپراتور ژاپن بود، پس از آن خواستار اصلاحات در دولت شوگون‌سالاری شد اما قلمرو چوشو که از قبل خواستار سرنگونی شوگون‌سالاری بود عزم خود را در این جهت قوی‌تر کرد.
همچنین قلمرو چوشو به شدت نیازمند سلاح‌های مدرن بود، اما ارتباطات بسیار محدودی با قدرت‌های غربی داشت. از طرف دیگر، قلمرو ساتسوما، روابط تجاری گسترده با بریتانیای کبیر از طریق توماس بلیک گلاور، یک اسکاتلندی وابسته به شرکت جاردین ماتسون، برقرار کرده بود. با پیشنهاد ساکاموتو ریوما، سایگو توافق کرد که سلاح مورد نیاز قلمرو چوشو برای مبارزه با شوگون‌سالاری توکوگاوا را تأمین کند. دو قلمرو چوشو و ساتسوما در نتیجه تماس با قدرت‌های غربی موفق شدند ارتش خود را نوسازی کنند و کم‌کم در این زمینه از حکومت مرکزی پیش افتادند. این اتحاد برای حمایت از قلمرو چوشو جهت مقاومت در برابر عملیات تنبیهی دومین اردوکشی چوشو که در تابستان سال ۱۸۶۶ توسط شوگون‌سالاری انجام شد، بسیار مؤثر بود و منجر به شکست کامل شوگون‌سالاری در برابر قلمرو چوشو شد.

### شورش‌ها و گردهمایی‌های مردم
پس از بستن قراردادهای آنسی صادرات ابریشم و چای رونق گرفت و قیمت‌ها به‌شدت افزایش یافت. به‌دلیل وضعیت مالی، مالیات‌ها افزایش یافت و زندگی مردم به‌سختی می‌گذشت. ثروتمندان و اربابان فئودالی از آنجا که اوضاع سیاسی را متشنج می‌دیدند محض احتیاط و آمادگی برای خطرات احتمالی شروع به ذخیره برنج کردند؛ بنابراین در این دوران حتی اگر محصول خوبی نیز برداشت می‌شد، توزیع انجام نمی‌شد. همچنین آمادگی برای اولین اردوکشی چوشو باعث افزایش قیمت برنج در سراسر کشور شد. بر اثر نارضایتی مردم در مناطق شهری اوچی‌کواشی (ویران کردن خانهٔ اشخاصی که به نوعی احتکار و خلاف کرده بودند توسط جمعی معترض) و در مناطق روستایی ایکی (شورش) پیاپی رخ می‌داد. این نوع از شورش‌های دوره باکوماتسو، شورش یو نائوشی به معنی «شورش اصلاح دنیا» نامیده شده‌است.
همچنین جشن‌های مذهبی به شکل کارناوال به نام اِ جا نای کا (به معنی «چرا نه؟»، «کی اهمیت می‌ده!» یا «به دَرَک!») در بسیاری از مناطق ژاپن از ژوئن ۱۸۶۷ تا مه ۱۸۶۸، دیده می‌شد. در این کارناوال افراد از هر طبقه اجتماعی در خیابان‌ها در هم آمیخته و به رقص مشغول می‌شدند.

## تعیین شوگون پانزدهم و امپراتور جدید

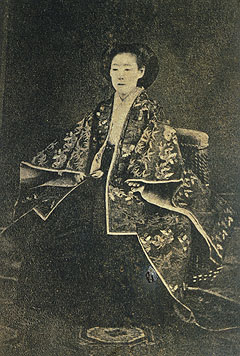
چیکاکو، شاهدخت کازو همسر شوگون چهاردهم توکوگاوا ایه‌موچی

شوگون سیزدهم، توکوگاوا ایه‌سادا (اشتغال به شوگونی ۱۸۵۳ تا ۱۸۵۸) فرزندی از خود برجا نگذاشت. به همین علت توکوگاوا ایه‌موچی (اشتغال ۱۸۵۸ – ۱۸۶۶) از یکی دیگر از شاخه‌های خاندان توکوگاوا در سن دوازده سالگی به عنوان شوگون چهاردهم برگزیده شد. در فوریه ۱۸۶۲، ایه‌موچی با خواهر کوچکتر امپراتور کومِی، چیکاکو، شاهدخت کازو ازدواج کرد. امپراتور کومِی به شرط اینکه ایه‌موچی اخراج بیگانگان را اجرا کند با این ازدواج موافقت کرده بود. این ازدواج سیاسی در ۱۱ فوریه ۱۸۶۲ صورت گرفت. در حالی که از این ازدواج نیز فرزندی حاصل نشده بود، وی در سن ۲۰ سالگی در سال ۱۸۶۶ به علت بیماری درگذشت.
پس از مرگ شوگون چهاردهم، توکوگاوا یوشینوبو به عنوان شوگون پانزدهم انتخاب شد. در ژانویه ۱۸۶۷ امپراتور کومی به‌نشانهٔ اینکه وفاداری وی به اصل رهبری مشترک دربار و شوگون‌سالاری (کوبو گاتای، وحدت امپراتوری و شوگون‌سالاری، مرام سیاسی امپراتور کومِی) هنوز پابرجاست، لقب «سردار سرکوبگر وحشیان» را به شوگون جدید داد. در همان ماه امپراتور به‌دلیل ابتلا به آبله درگذشت. البته به‌عقیدهٔ برخی پژوهشگران، مرگ امپراتور احتمالاً بر اثر مسمومیت بوده‌است. پس از وی پسرش امپراتور میجی در سن پانزده سالگی، به‌طور رسمی به مقام امپراتوری ژاپن رسید.

## جناح‌بندی انگلستان و فرانسه

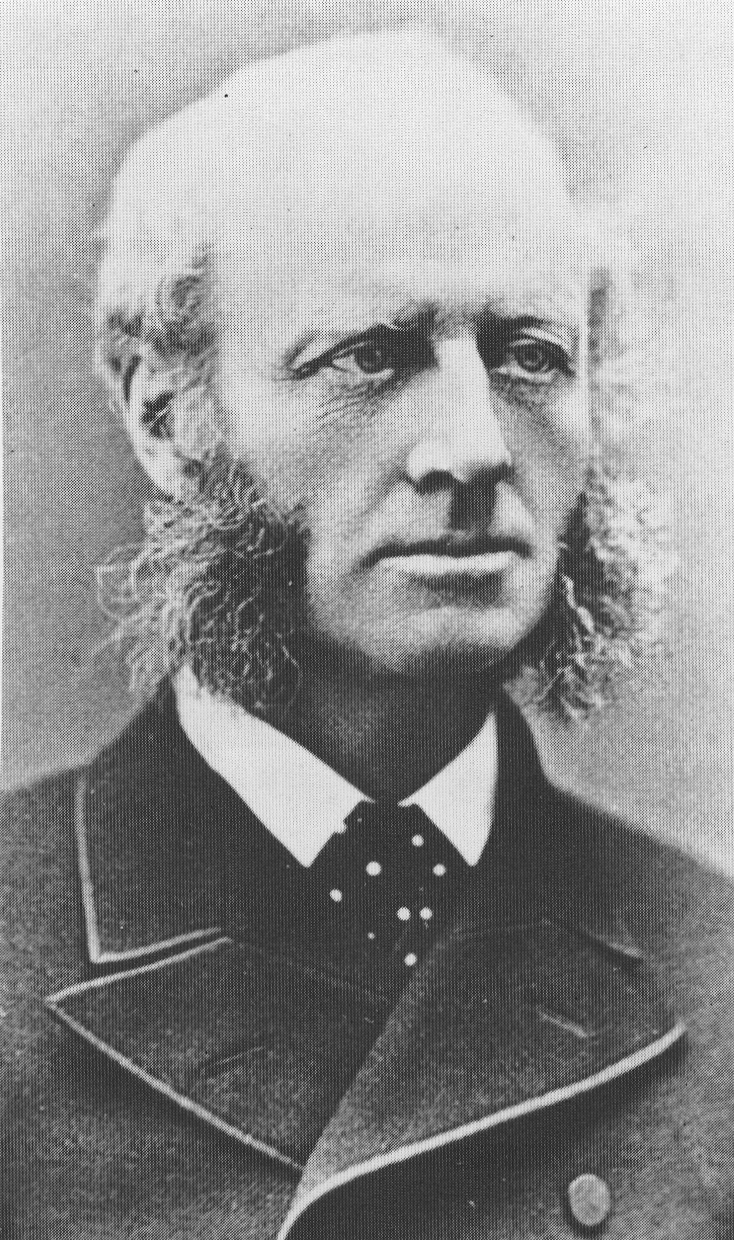
هری اسمیت پارکز، سفیر انگلستان

به دلیل وقوع جنگ داخلی آمریکا (۶۵–۱۶۶۱)، آمریکا دچار مشکلات داخلی شده و نفوذ این کشور در ژاپن کاهش یافت. در سال ۱۸۶۵، رادفورد الکوک به علت حمله بدون اجازه به ساتسوما از کار برکنار شده و هری اسمیت پارکز به عنوان سفیر جدید بریتانیا، منصوب شد. سفیر جدید که سیاست درهای باز ژاپن را دنبال می‌کرد، ترجیح داد به جای شوگون‌سالاری که سیاست‌های محتاطانه‌ای در این زمینه داشت، با دربار امپراتوری در کیوتو مذاکره کند و همچنین تصمیم به حمایت از اصلاح‌طلبان دو قلمرو پرقدرت چوشو و ساتسوما گرفته و از نظر سیاسی به این دو قلمرو نزدیک شد. در پاسخ به این سیاست بریتانیا، سفیر فرانسه در ژاپن، لئون روچس، به حمایت از شوگون‌سالاری پرداخت و به احداث یک کارخانهٔ کشتی‌سازی به‌نام کشتی‌سازی یوکوسوکا کمک کرد و همچنین برای آموزش نیروهای مسلح زمینی شوگون‌سالاری میسیونرهای نظامی فرانسه به ژاپن اعزام شدند. در قرن نوزدهم، انگلستان و فرانسه در مورد استعمار کشورها در مناطق مختلف جهان در حال رقابت و درگیری بودند و جهت‌گیری‌ها و تصمیمات دو سفیر انگلستان و فرانسه در ژاپن نیز در راستای رقابت بین این دو کشور بود.

## واگذاری داوطلبانه قدرت به امپراتور میجی

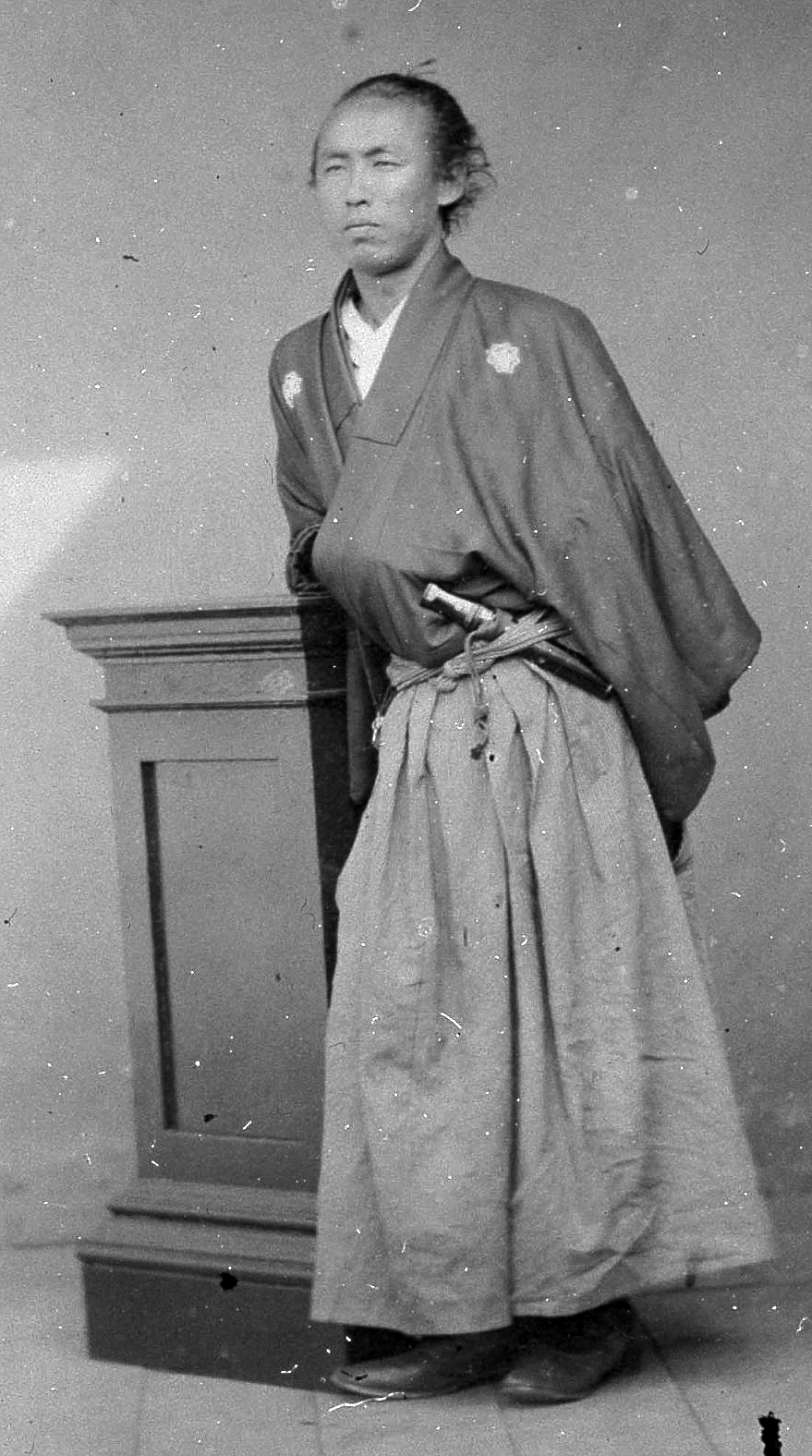
تصویر ساکاموتو ریوما از طراحان اصلی بازگرداندن قدرت به امپراتور

در ماه ژوئن سال ۱۸۶۷ میلادی ساکاموتو ریوما، یک برنامه هشت‌بندی را به پانزدهمین شوگون و آخرین حکمرانِ شوگون‌سالاری توکوگاوا، توکوگاوا یوشینوبو ارائه داد و از او خواست استعفا دهد تا جنگ داخلی صورت نگیرد.
در اکتبر سال ۱۸۶۷ یامائوچی یودو، دایمیوی پیشین قلمرو توسا، طرحی برای مسئله سازمان سیاسی کشور ژاپن ارائه کرد که به «پیشنهاد توسا» معروف است. این پیشنهاد دایر بر کناره‌گیری شوگون به‌نفع شورای دایمیوها (زیر نظر امپراتور) بود. بدین ترتیب، قدرت سیاسی شوگون به امپراتور اعاده می‌شد اما رئیس خاندان توکوگاوا اراضی تیولی خود را نگه می‌داشت و به‌جای رهبری نظامی و سیاسی کشور، مقام نخست‌وزیری را دارا می‌شد. شوگون پانزدهم، یوشینوبو، این پیشنهاد را در ماه نوامبر همان سال پذیرفت. در روز ۸ نوامبر شوگون پانزدهم در نامه‌ای به دربار خواستار اجازهٔ بازگرداندن اقتدار خود به امپراتور شد. فردای آن روز، یعنی ۹ نوامبر، شوگون پانزدهم به دربار احضار شد و به او اطلاع دادند که امپراتور میجی درخواست وی برای بازگرداندن قدرت به دربار را پذیرفته‌است. بازگشت قدرت به امپراتور در روز ۳ ژانویه ۱۸۶۸ رسماً اعلام شد و پس از آن امپراتور یگانه فرمانروای ژاپن بود. در نتیجه، به‌یکباره قدرت سیاسی به دست امپراتور ۱۵ ساله افتاد.

## جنگ بوشین
در ۳ ژانویه ۱۸۶۸ فرمان و اعلام رسمی احیای سلطنت صادر شد. در همان روز در کاخ امپراتوری کیوتو، جلسه‌ای به نام جلسه کوگوشو برگزار شد. در این جلسه شوگون پانزدهم توکوگاوا یوشینوبو که سال قبل واگذاری قدرت شوگون به امپراتور را انجام داده بود، از مناصب دیگر خود خلع شد. صدور این قطعنامه طبق نقشه جنبش براندازی شوگون بود و «کودتای احیای سلطنت» نیز خوانده شده‌است.
بدین ترتیب پس از کناره‌گیری داوطلبانهٔ توکوگاوا یوشینوبو از قدرت، وی نه‌تنها موفق به پیدا کردن جایگاهی در دولت جدید نشد؛ بلکه به او فرمان داده شد که اراضی خود را به دولت جدید واگذار کند. این فرمان موجب خشم ارتش قدیم شوگونی شد. روز ۱۴ ژانویه یوشینوبو وزیران مختار انگلیس، فرانسه، ایتالیا، آمریکا، روسیه و هلند را در قلعه اوساکا به حضور پذیرفت و آن‌ها را از تغییرات در حکومت ژاپن آگاه کرد. اما تأکید کرد که همچنان عهده‌دار همهٔ امور مربوط به روابط با کشورهای خارجی است؛ زیرا حکومت تازه هنوز آمادگی پرداختن به این‌گونه امور را پیدا نکرده‌است. سه روز پس از آن یوشینوبو اعلام کرد که خود را مقید به اعلامیه بازگشتن قدرت به امپراتور نمی‌داند و از دربار خواست آن را لغو کند. تا این هنگام یوشینوبو همچون یکی از اتباع وفادار به امپراتور رفتار کرده و فرمان‌های او را بی چون‌وچرا پذیرفته بود اما در روز ۱۸ ژانویه استحکامات جنبی قلعه ادو متعلق به خاندان توکوگاوا در آتش سوخت و حکومت شوگونی آتش‌سوزی را کار رزمندگان قلمرو ساتسوما دانست. دو روز پس از آن رزمندگان شوگون اقامتگاه دایمیوی ساتسوما را در ادو محاصره کردند با محافظان آن درگیر شدند، شماری را کشتند و سرانجام هم عمارت را آتش زدند تا با خاک یکسان شد.
خبر این درگیری، فردای آن روز در قلعه اوساکا به یوشینوبو رسید و وی از خشم تصمیم گرفت که رزمندگانش را روز ۲۵ ژانویه برای حمله به کاخ امپراتوری کیوتو بفرستد. در ۲۷ ژانویه ۱۸۶۸ اولین نبرد جنگ بوشین به‌نام نبرد توبا–فوشیمی بین طرفداران حکومت شوگون‌سالاری توکوگاوا با طرفداران امپراتور در ژاپن آغاز شد. در این نبرد نیروهای شوگونی و نیروهای متفق قلمروهای چوشو، ساتسوما و توسا در نزدیکی فوشیمیِ کیوتو مقابل یکدیگر قرار گرفتند. این نبرد چهار روز طول کشید و با شکست قاطع شوگون‌سالاری پایان یافت. سپس درگیری به مناطق دیگر گسترش یافت و تبدیل به یک جنگ داخلی سراسری در بسیاری از مناطق ژاپن شد. جنگ بوشین یک سال و نیم ادامه داشت. در این جنگ سایگو تاکاموری از رهبران نظامیِ پرقدرت در جبههٔ امپراتور بود.

### تسخیر بدون جنگ ادو

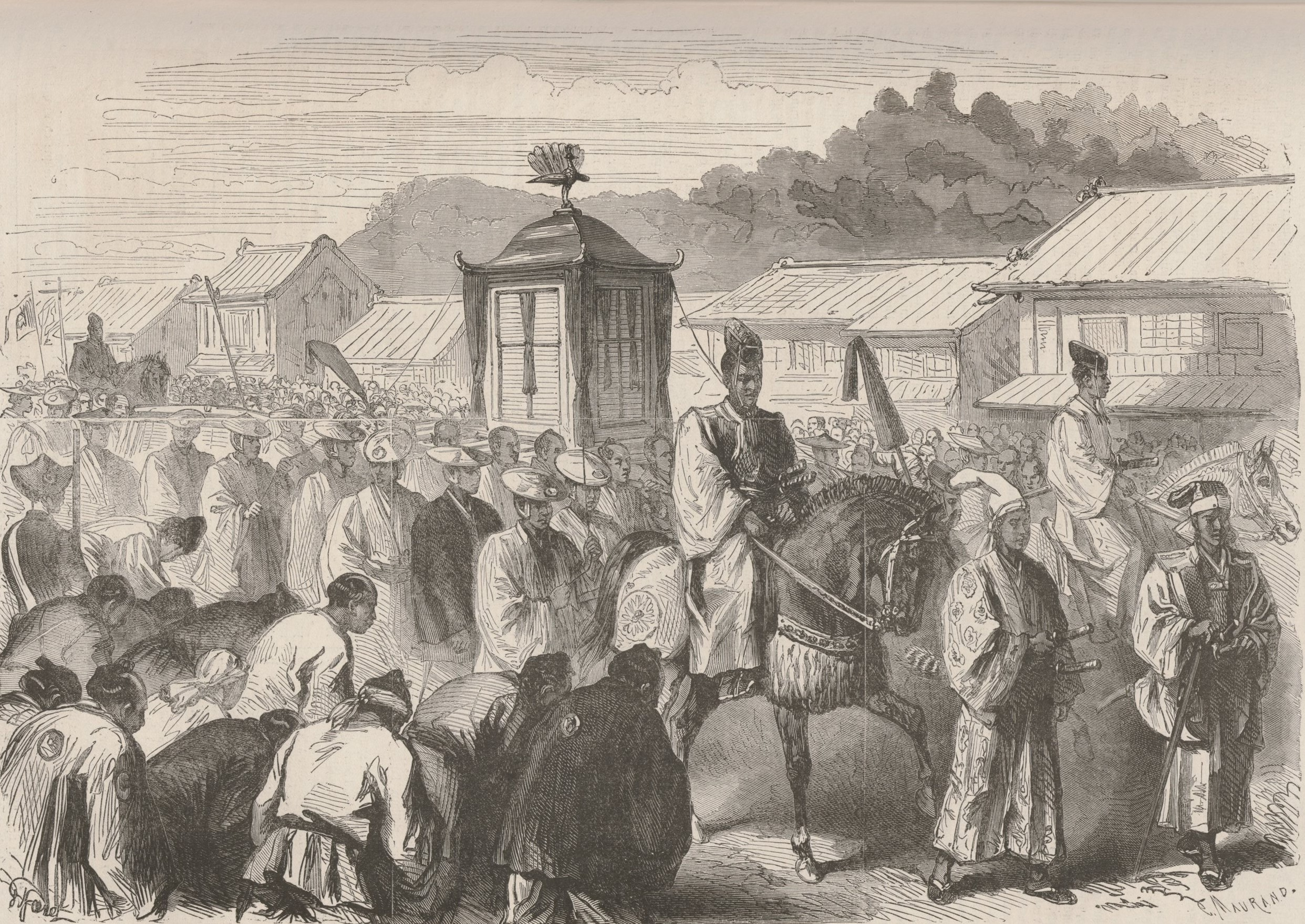
پس از سقوط ادو در پایان سال ۱۸۶۸، امپراتور میجی ۱۶ ساله، از کیوتو به طرف توکیو حرکت کرد.

رویدادهای بسیاری در رابطه با سقوط ادو بین ماه مه و ژوئیه سال ۱۸۶۸ رخ داد. سایگو تاکاموری، فرمانده نیروهای طرفدار امپراتور در شمال و شرق ژاپن پیروزی‌هایی به دست آورده بود، و در جهت رسیدن به پایتخت، کیوتو، در نبرد کوشو-کاتسونوما پیروز شده بود. او در نهایت توانست در ماه مه ۱۸۶۸ ادو (نام قدیم توکیوی کنونی) را محاصره کند. در آن زمان ادو را شوگون‌سالاری توکوگاوا کنترل می‌کرد اما با سقوط شهر، کنترل آن به دست نیروهای طرفدار امپراتور میجی افتاد.
سایگو تاکاموری تا قبل از این محاصره عزم راسخی جهت دستگیری و اعدام آخرین شوگون و همچنین فرمانده ارتش وی در جنگ بوشین، کاتسو کایشو داشت اما با این حال در ۶ آوریل، در پایان دومین دور مذاکره بین او و کاتسو کایشو، سایگو تاکاموری پیش‌روی به‌سوی قلعه ادو را متوقف کرد و به کیوتو بازگشت. درخواست امان‌نامه برای خاندان توکوگاوا از طرف دربار، توسط چیکاکو، شاهدخت کازو و نامهٔ تنشو-این (دخترخواندهٔ ارباب ساتسوما) به وی و همچنین نتایج دیدار نمایندهٔ تاکاموری در روز قبل با سفیر انگلستان از عوامل اثرگذار بر تغییر رأی تاکاموری دانسته می‌شود.

### تأسیس جمهوری ازو در هوکایدو

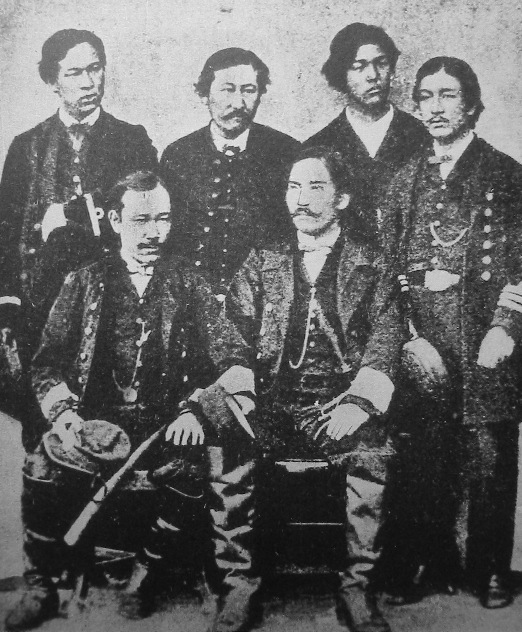
تصویری از انوموتو تاکه‌آکی نشسته در طرف راست و رهبران جمهوری ازو در سال ۱۸۶۹

پس از شکست نیروهای شوگون‌سالاری توکوگاوا در جنگ بوشین (۱۸۶۹) در دوران اصلاحات میجی، بخشی از ناوگان دریایی شوگون تحت فرماندهی دریاسالار انوموتو تاکه‌آکی به جزیره شمالی ژاپن ازو (امروزه با نام هوکایدو شناخته می‌شود) رفتند. این ناوگان شامل چندین هزار سرباز و تعدادی مستشار نظامی فرانسوی با فرماندهی ژول برونت بود. در ۲۷ ژانویه ۱۸۶۹، جمهوری ازو که ساختاری سازمانی شبیه به ایالات متحده آمریکا داشت، با انتخاب انوموتو تاکه‌آکی به عنوان اولین رئیس‌جمهور اعلام موجودیت کرد. نیروهای امپراتوری ژاپن به‌زودی مواضع خود را در خاک اصلی ژاپن مستحکم کرده و در آوریل ۱۸۶۹ ناوگانی شامل ۷۰۰۰ نفر پیاده‌نظام را عازم هوکایدو کردند. نیروهای امپراتوری ژاپن به‌سرعت با پیروزی در نبرد هاکوداته، دژ اصلی گوریوکاکو را محاصره کردند. انوموتو در ۲۶ ژوئن ۱۸۶۹ تسلیم شد. در سپتامبر همان سال، این جزیره با نام فعلی هوکایدو (منطقه دریای شمالی) نام‌گذاری شد.

## آغاز دوره اصلاحات میجی
گذار از فئودالیسم به مدرنیته در ژاپن هرچند با وقایعی مانند جنگ بوشین (۱۸۶۸–۱۸۶۹) همراه بود، اما در مقایسه با اروپا به‌آرامی و بدون خونریزی انجام گرفت. در واقع نظام شوگونی از درون دچار فروپاشی شده بود و دولت جایگزین، به‌واسطه مواجهه با غرب، سیاست‌های نوسازی را در پیش گرفت. سقوط شوگون‌ها تحت تأثیر پیدایش بیگانه‌ستیزی به شکل ملی‌گرایی بود. این بیگانه‌ستیزی با شعار «بیگانگان را بیرون کنید» و مفهوم وفاداری به امپراتور با شعار «به امپراتور حرمت گذارید» بیان می‌شد. جهت این ملی‌گرایی به سوی یکپارچه‌شدن مردم به رهبری امپراتور در مقام فرمانروای کشور بود. دورهٔ ادو با آغاز اصلاحات میجی به پایان رسید.
پس از سقوط شوگون‌سالاری، قرار عفو برای همهٔ رزمندگان و امیران تابع شوگون‌سالاری توکوگاوا که سوگند وفاداری به حکومت تازه یاد کنند، صادر شد.
کاتسو کایشو فرمانده نظامی شوگون‌سالاری به اولین وزیر نیروی دریایی امپراتوری ژاپن تبدیل شد و برجسته‌ترین مقام شوگون‌سالاری توکوگاوا بود که در دولت جدید میجی نیز خدمت کرد. آخرین شوگون، توکوگاوا یوشینوبو سال‌های بسیاری پس از اصلاحات میجی زندگی کرد. در سال ۱۹۰۲، امپراتور میجی به او اجازه داد تا برای خدمات وفادارانه خود به ژاپن، به عنوان شاخه‌ای از خاندان توکوگاوا، خاندان خود به نام خاندان توکوگاوا یوشینوبو را بنیان‌گذاری کند و همچنین عالی‌ترین عنوان اشرافی، یعنی مقام شاهزاده (کوشاکو) به وی اهدا شد. همچنین نوه او «کیکوکو توکوگاوا» با شاهزاده تاکاماتسو، نوه امپراتور میجی ازدواج کرد و شاهزاده خانم تاکاماتسو نام گرفت.
دولت میجی در ابتدا تحت تسلط الیگارشی میجی یا مردانی از ساتسوما، چوشو و دیگر افراد درباری بود که در دوره باکوماتسو طرف امپراتور را گرفته بودند. آنها اطمینان داشتند که ژاپن برای دستیابی به برابری نظامی و مادی با غرب به یک دولت ملی واحد احتیاج دارد. بیشتر آنها سامورایی‌های جوان با درجه متوسط بودند، اما به هیچ وجه علاقهٔ طبقاتی از خود نشان نمی‌دادند. در واقع، اقدامات آنها جهت مدرن‌سازی موجب نابودی طبقهٔ سامورایی در ژاپن شد. در پایان دوره باکوماتسو نظام فئودالیسم ژاپن، حساب شده و با دقت توسط گروهی از مردان که از دل طبقهٔ سامورایی‌ها برآمده بودند، متلاشی شد و در یک امر غیرطبیعی طبقه سامورایی امتیازات طبقهٔ خود را از بُن بَرکند.

## آثار مربوط
فیلم سینمایی
- سامورایی قاتل
- شمشیر پنهان
- خورشید باکوماتسو
- برف بر روی شمشیر
- ا جا نای کا
- پیش از سپیده‌دم
- قتل ریوما
- کشتن
- شمشیر سامورایی
- ملاقات شرق با غرب
- شیر قرمز
- ترور
- تسوکیکاتا هانپیتا: هانا نو ماکی، آراشی نو ماکی
- هیتوکیری
- باکوماتسو[۹۷]

فیلم‌های تلویزیونی
- آتسوهیمه (۲۰۰۸) مجموعه تلویزیونی تایگا داستان همسر شوگون سیزدهم تنشو-این است.
- شین سن گومی (۲۰۰۴) مجموعه تلویزیونی تایگا
- ریومادن (۲۰۱۰) مجموعه تلویزیونی تایگا، داستان این مجموعه در مورد ساکاموتو ریوما است.
- سگودون (۲۰۱۸) مجموعه تلویزیونی تایگا، داستان این مجموعه در مورد سایگو تاکاموری است.[۹۸]

## گاهشماری رویدادها
| سال میلادی | رویداد |
| ---------- | --- |
| ۱۸۵۳       | ۸ ژوئیه، ناخدا متیو پری آمریکایی با چهار کشتی وارد خلیج توکیو شد و ژاپن را تحت فشار قرار داد تا بندرها خود را بر روی بازرگانان خارجی باز کند. وارد شدن نماینده روسیه، یفیمی پوتیاتین به ناگاساکی |
| ۱۸۵۴       | بازگشت مجدد ناخدا متیو پری آمریکایی با ۹ کشتی امضای عهدنامه کاناگاوا بین دو کشور آمریکا و ژاپن و پایان دوران ساکوکو یا سیاست درهای بسته بعد از حدود ۲ قرن طبق عهدنامه دوستی انگلیس-ژاپن با کشور انگلستان بندرهای ناگاساکی و هاکوداته جهت استفاده در اختیار کشتی‌های این کشور قرار گرفت. وقوع اولین زلزله بزرگ آنسی |
| ۱۸۵۵       | ماه فوریه: بسته شدن عهدنامه شیمودا با روسیه |
| ۱۸۵۶       | اولین سر کنسول آمریکا تاونسند هریس وارد بندر شیمودا در ژاپن شد. |
| ۱۸۵۸       | انعقاد قراردادهای آنسی، ۲۹ ماه ژوئیه، عهدنامه دوستی و تجارت بین ایالات متحده آمریکا و ژاپن (عهدنامه هریس) ۱۸ ماه اوت، انعقاد عهدنامه دوستی و تجارت بین ژاپن و هلند ۱۹ ماه اوت، انعقاد عهدنامه دوستی و تجارت بین ژاپن و روسیه ۲۶ ماه اوت، انعقاد عهدنامه دوستی و تجارت بین ژاپن و پادشاهی متحد بریتانیای کبیر و ایرلند ۹ ماه اکتبر، انعقاد عهدنامه دوستی و تجارت بین فرانسه و ژاپن آغاز تصفیه آنسی و دستگیری مخالفان تجارت خارجی انتصاب توکوگاوا ایه‌موچی به عنوان شوگون چهاردهم |
| ۱۸۵۹       | اعدام یوشیدا شواین و هاشیموتو سانای به جرم مخالفت با سیاست خارجی |
| ۱۸۶۰       | عازم شدن کاتسو کایشو با کشتی کارین مارو به آمریکا حادثه ساکورادامون (۱۸۶۰) ترور ای نائوسوکه مشاور ارشد شوگون |
| ۱۸۶۱       | حادثه تسوشیما حادثه معبد توزن (حمله به اعضای سفارت انگلستان) |
| ۱۸۶۲       | ازدواج شوگون چهاردهم با شاهدخت کازو وقوع حادثه ناماموگی (کشته شدن تاجر انگلیسی توسط سامورایی‌های قلمرو ساتسوما) ترور یوشیدا تویو توسط اعضای گروه توسا کیننو |
| ۱۸۶۳       | تشکیل شین‌سن‌گومی جهت سرکوب مخالفان شوگون‌سالاری توکوگاوا وقوع کودتای بونکیو و بیرون راندن افراد قلمرو چوشو از دنیای سیاست در پایتخت ۱۱ مارس صدور فرمان اخراج اجنبی‌ها توسط امپراتور کُومِی جنگ شیمونوسکی (درگیری بین قلمرو چوشو و نیروهای چهار کشور متحد خارجی) در بمباران کاگوشیما، نیروی دریایی پادشاهی بریتانیا در قلمرو ساتسوما از ساحل هدف قرار گرفته و چند کشتی در این حمله آتش گرفت. در تلافی این حمله شهر کاگوشیما هدف بمباران قرار گرفت. |
| ۱۸۶۴       | دیدار و گفتگوی ساکاموتو ریوما با سایگو تاکاموری به عنوان فرستاده از طرف کاتسو کایشو ۸ ژوئیه حادثه ایکه‌دایا حمله اعضای شین‌سن‌گومی به مخالفان شوگون‌سالاری توکوگاوا در کیوتو وقوع حادثه کینمون و درگیری نظامی بین قلمرو چوشو و قلمرو ساتسوما و چند قلمرو دیگر در کیوتو |
| ۱۸۶۵       | تشکیل کایئنتای توسط ساکاموتو ریوما در بندر ناگاساکی |
| ۱۸۶۶       | مرگ شوگون چهاردهم برقراری اتحاد ساتچو مابین قلمرو ساتسوما و قلمرو چوشو منصوب شدن توکوگاوا یوشینوبو به عنوان شوگون پانزدهم دومین اردوکشی چوشو |
| ۱۸۶۷       | تشکیل مجمع شیکو نوشتن هشت طرح از درون کشتی و بازنویسی آن به عنوان هشت اصل کلی دولت جدید توسط ساکاموتو ریوما پیشنهاد تایسی هوکان (واگذاری قدرت به امپراتور) از طرف قلمرو توسا به شوگون پانزدهم برقراری پیمان ساتسودو ۹ نوامبر، تایسی هوکان، بازپس‌گیری قدرت از پانزدهمین شوگون از شوگون‌سالاری توکوگاوا، توکوگاوا یوشینوبو و انتقال آن به امپراتور میجی ۱۰ دسامبر، ترور ساکاموتو ریوما |
| ۱۸۶۸       | سوم ژانویه، صدور فرمان احیای سلطنت (ژاپن)، در جلسه کوگوشو، آخرین شوگون، توکوگاوا یوشی‌نوبو از تمامی مناصب خود خلع شد. ۲۷ ژانویه نبرد توبا–فوشیمی اولین نبرد از سلسله نبردهای معروف به جنگ بوشین بین طرفداران حکومت شوگونی با طرفداران امپراتور درگرفت. ۶ آوریل سوگندنامه پنج‌ماده‌ای توسط امپراتور میجی انجام شد. ۱ مه امپراتور میجی در کیوتو، تسخیر بدون جنگ ادو را اعلام کرد. چیکاکو، شاهدخت کازو (همسر شوگون چهاردهم)، قلعه ادو را ترک کرد. ۲ مه تنشو-این (همسر شوگون سیزدهم)، قلعه ادو را به قصد اقامت در منزل شوگون پانزدهم ترک کرد. اواوکو یا حرمسرای قلعه ادو تخلیه و برای همیشه بسته شد. ۳ مه قلعه ادو واگذار شد ۲۳ سپتامبر تغییر مبداً گاهشماری از کیئو به دوره میجی ۳ اوت تغییر نام ادو به توکیو به معنای پایتخت شرقی |